# Quilmes Atlético Club
El Quilmes Atlético Club es una institución deportiva argentina, de la ciudad de Quilmes, provincia de Buenos Aires. Sus principales deportes son el fútbol masculino, donde participa en la Primera Nacional, y el hockey sobre césped, siendo el primero de estos el que recibe mayor prioridad es un club ganador de 2 ligas argentina una en la era amateur, obtenido en 1912 y la otra en el profesionalismo, el Metropolitano 1978 y también ganó una copa nacional en 1908, la Copa de Honor Municipalidad de la Ciudad de Buenos Aires..
Promueve la práctica de varios deportes, como el tenis, natación, básquet, gimnasia, patín, artes marciales, vóley. Posee además una escuela de fútbol para los más pequeños.
En su actividad principal, el fútbol, el club ostenta dos títulos de Primera División: uno en la era amateur, obtenido en 1912, y otro en el profesionalismo, el Metropolitano 1978. A su vez, ganó una copa nacional en 1908, la Copa de Honor Municipalidad de la Ciudad de Buenos Aires.
Junto a Argentino de Quilmes, disputa el Clásico quilmeño, aunque el último encuentro oficial entre ambos data del campeonato de Primera B 1981.
En la Primera División, acumula once ascensos. Con doce descensos en su haber, es el club que más veces perdió la primera categoría en la historia del fútbol argentino; pero también el que más veces ascendió.

## Historia

### El inicio de la historia
Entre mediados y fines del siglo XIX surgen en Argentina algunos de los deportes que se practican en la actualidad. En ese entonces, Quilmes era apenas un pueblo en su mayoría rural. La estación del ferrocarril se inauguró en 1872. El pueblo era uno de los epicentros de este desarrollo deportivo gracias a su colectividad británica.
La fecha oficial de fundación del actual Quilmes Atlético Club es el 27 de noviembre de 1887, aunque no quedaron registros de actas de ese momento (las más antiguas conservadas son de 1907). Aunque algunos se atreven a discutirlo, es reconocido a nivel nacional e internacional por la FIFA como el club argentino más antiguo en desarrollar la práctica de futbol. 
En sus inicios el club fue casi exclusivamente de los “ingleses”. Este término refiere a personas nacidas en cualquier tierra perteneciente al imperio británico y a sus hijos o nietos. Desarrollaban sus actividades de cricket, polo, fútbol o rugby en diferentes lugares.

### Los años de formación
El deporte, la educación y la religión unidos eran una característica de la colectividad imperial británica en su época de esplendor y por eso es importante tener a todas estas actividades en cuenta para analizar los inicios de varios clubes argentinos, entre ellos el Quilmes A.C.
A fines de la década de 1880, los británicos del entonces pueblo quilmeño (con menos de 10 mil habitantes) oficiaban sus celebraciones religiosas en alguna habitación alquilada cerca de la estación a tal efecto. El Quilmes Rover’s Polo Club era el principal exponente. Luego lo acompañó el Quilmes Athletic Club (ex Quilmes Football Club). Ambos se fusionaron en 1892 para formar el Quilmes Club.
En febrero de 1893, Quilmes participó de la fundación de la Argentine Association Football League (AAFL), la antecesora más antigua de la actual Asociación del Fútbol Argentino (AFA), junto a cuatro clubes que ya no compiten en este deporte. De allí surge la condición de “Decano del Fútbol Argentino”. Quilmes participa desde 1893 en lo que hoy es AFA: ningún otro club lo iguala.
El Quilmes Club coexistió con otro grupo que se presentaba como Quilmes Rover’s Athletic Club, formado por jóvenes futbolistas que, al parecer, reivindicaban el nombre de la institución pionera.
Ambos compartieron estos vínculos:
Los deportes se jugaban en un campo ubicado al oeste de la estación del ferrocarril conocido como “The Old Ground” (el viejo campo).
Las reuniones se realizaban en el hotel Universo (en la actualidad, San Martín y Alem)
Los colores que los identifican son siempre azul y rojo.
Algunos directivos toman decisiones en los dos clubes a la vez.
Una vez que los británicos se organizaron, tuvieron logros importantes en la sociedad quilmeña: una parcela disidente para no católicos en el cementerio de Ezpeleta (1888) o la construcción de la Iglesia Anglicana All Saints (1892) en Alsina y San Martín (a 200 metros del ya citado hotel Universo, donde además se decidió la compra de ese terreno).
Hubo muchos cambios deportivos en 1894. El Quilmes Club sufrió una emigración de sus futbolistas (probablemente ligada al traslado de sus lugares de trabajo). A su vez, se desprendió un grupo de tenistas y reorganizó el Quilmes Lawn Tennis Club (fundado en 1889 y aún vigente, ubicado en Libertad y Olavarría), mientras que los polistas armaron en Bernal el Rangers Polo Club.
En 1895, Quilmes juega el campeonato de la AAFL con el nombre de Quilmes Rover’s Athletic Club con los mismos colores (azul y rojo), en el mismo campo de juego y algunos directivos con los que se presentó en torneos anteriores.
Sin embargo, en 1896 y 1897 solo se dedicó a jugar partidos amistosos en su old ground y no participó de la competencia oficial.
En 1897, la colectividad británica recibió el invalorable aporte organizativo de Joseph Thomas Stevenson. Fue un pastor anglicano nacido en la Sudáfrica británica que se había ordenado en Londres. Llegó a Quilmes en 1895 para hacerse cargo de la iglesia All Saints y en poco tiempo se transformó en un líder de la comunidad (y por lo tanto, del deporte, la educación y la religión).
El 5 de noviembre de 1897 se reorganizó la actividad deportiva que se desarrollaba ya con poca continuidad en el old ground bajo el nombre de Quilmes Cricket Club. Ante esta situación, el Quilmes Rover’s Athletic Club liquidó su sociedad y se sumó al nuevo emprendimiento, con el aporte de sus activos (por ejemplo, camisetas y balones). El principal mérito del reverendo Stevenson es agrupar finalmente a toda la colectividad británica de la zona en el triunvirato formado por el colegio Saint George’s, la iglesia All Saints y el Quilmes Cricket Club, como ocurría con los ingleses de otras latitudes (por ejemplo, en Lomas de Zamora).
En enero de 1898, el Quilmes Cricket Club tomó posesión del histórico predio ubicado lejos del centro del pueblo: en las manzanas conformadas por las actuales calles Guido, Sarmiento, Solís y Pringles. La principal actividad, tal como indicaba el nombre, fue el cricket pero con la insistencia de los futbolistas del Rover’s se armó rápidamente la sección de fútbol.
Este resurgimiento bajo el nombre de Quilmes Cricket Club con el empresario William Morgan como presidente (hasta su muerte en 1899) y el apoyo de Stevenson fue considerado a partir de 1898 desde el club como el verdadero inicio (fechado primero el 5-11-1897 y luego el 6-11-1897, aunque no quedaron registros de actas de ese momento). Se desconoció a la actividad previa a pesar de la repetición de directivos y sportmen; y que todos se distinguían representando a la colectividad británica de Quilmes con los colores azul y rojo. Lo mismo hizo el actual Belgrano Athletic Club al desconocer su actividad previa a la fusión con el Buenos Aires & Rosario Railway Athletic Club en 1896.
Con los colores azul y rojo Quilmes jugó en los campeonatos de la AAFL de 1900 y 1901 en la vuelta (ya definitiva) al fútbol oficial tras cinco años. Desde 1900, este viejo club participa ininterrumpidamente de los torneos de la actual AFA. Según la Real Academia Española, ente regulador del idioma español, un decano es el “Miembro más antiguo de una comunidad, cuerpo, junta, etc.”. Ningún otro club de la Argentina cumple con esta condición.
El 14 de octubre de 1901, durante la presidencia de Alexander Mackill, se produjeron dos cambios importantes: el club pasó a llamarse Quilmes Athletic Club y se eligió vestimenta blanca y azul como en la actualidad.

### Personería Jurídica
El 30 de diciembre de 1907 se solicitó la inscripción del club en Personas Jurídicas de la Provincia de Buenos Aires. El 12 de agosto de 1908 fue aprobado el pedido. El texto, redactado en español, indica que la institución se llama “Quilmes Athletic Club (Club Atlético de Quilmes)” y destaca que “en la Comisión Directiva hay varios señores argentinos”.
El presidente era el irlandés Edward Cordner, máxima autoridad entre 1902 y 1911, un agente de seguros y miembro destacado de la comunidad anglófila, ya que fue uno de los gestores de la parcela para disidentes en el cementerio y participó de la comisión que compró los terrenos para la construcción de la iglesia. Su vínculo con el deporte comenzó como polista en los tiempos del Quilmes Rover’s Polo Club y luego como cricketer.
Entre 1908 y 1911, el club adoptó como uniforme el color azul. Desde 1912 hasta hoy, Quilmes viste de camisa blanca y pantalón azul o blanco.
Cabe destacar que Quilmes, además de las participaciones en los primeros certámenes oficiales de fútbol y polo organizados en el país (ambos en 1893), es pionero en hockey (afiliado en 1911 a la asociación y fundamental impulsor del desarrollo de este deporte a nivel femenino en la década del 20 del siglo XX) y uno de los decanos del tenis (fundador de la Asociación Argentina de Tenis, el 2-9-1921).

### Revisión de los orígenes
Durante la primera parte del siglo XX, la colectividad inglesa fue reacia a aceptar socios ajenos a ella con diversas maniobras legales, estatutarias y económicas.
En 1937 la institución tuvo al último presidente de esa comunidad (el inglés Spencer Leonard, entre 1936 y 1937). Quilmes ya era una ciudad y contaba con socios no pertenecientes a familias británicas, aunque estos mantenían una fuerte presencia en su directiva.
En forma paulatina surge una revisión de su historia. En 1943, el Quilmes Athletic Club consideraba que su año de fundación era 1893, sin fecha exacta.
Durante una asamblea extraordinaria que comenzó el 17 de diciembre de 1944 y, tras varios cuartos intermedios, finalizó el 4 de febrero de 1945, se concretó la castellanización del nombre a Quilmes Atlético Club (se conservó la sigla “QAC” y no se usó el “Club Atlético de Quilmes” de las actas de 1908).
Mientras que el 12 de febrero de 1950 en una asamblea ordinaria presidida por el vicepresidente 1° Rafael Fernández Míguez ante 69 socios, se volvió a cambiar la fecha y se reconoció al esfuerzo de los angloquilmeños que fueron pioneros en materia deportiva en el distrito y que inspiraron la obra de Stevenson y sus seguidores. El expresidente (mandato 1945-47) y vicepresidente 2° Oscar Echelini propuso el debate, con documentación y testimonio de exdirectivos y se aprobó “por unanimidad” como la del 27 de noviembre de 1887 la fecha de fundación del Quilmes Atlético Club.

### 1912: Campeón de la Asociación Amateur

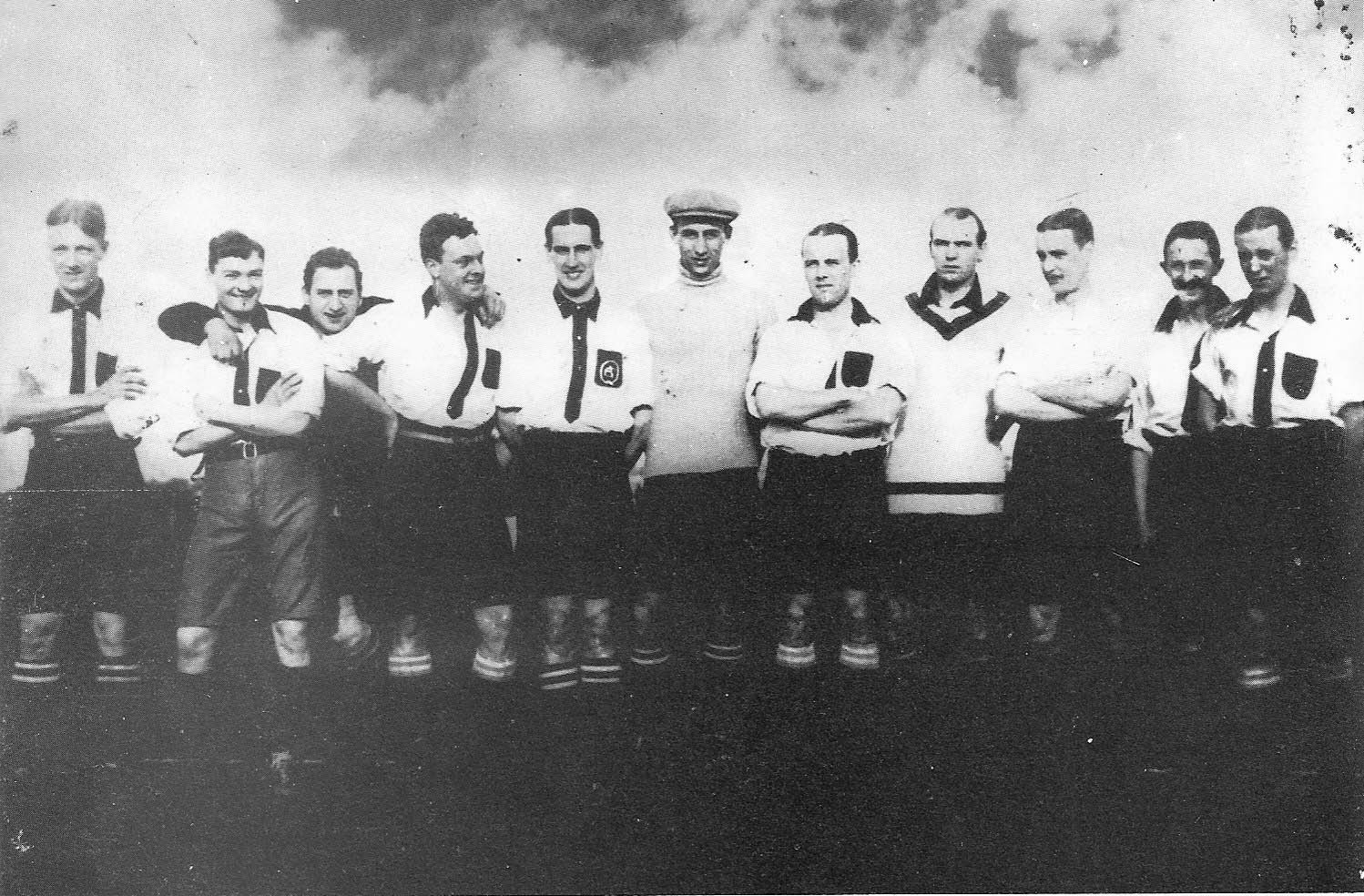
Equipo que ganó el primer título en Primera División en 1912.

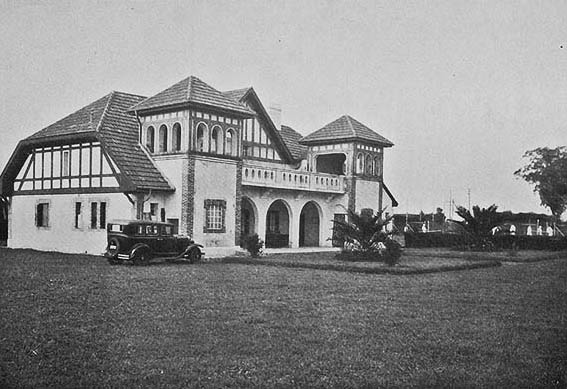
La sede del club, como se ve en 1930.

El 13 de octubre de 1912 Quilmes se consagró campeón del fútbol argentino en el torneo de ese año. De esta manera, es el campeón más antiguo entre los equipos que participan actualmente de los torneos de la Asociación del Fútbol Argentino. El equipo estuvo compuesto por varios jugadores de origen británico que habían pertenecido al disuelto Alumni.

### Síntesis del partido consagratorio
Quilmes 2 (W. Gabitas y V. H. Weiss), Estudiantes (BA) 1 (J. Susan)
Quilmes A. C.: C. F. Pearson; H. A. Lloyd, E. F. Lucas; H. Reid, C. P.  Ross, E. A. Brown; J. A. Stanfield, W. Gabitas, S. R. Buck, E. P. Fenn, V. H. Weiss.
Estudiantes (BA): Scheneldewin; R. Lennie, C. Krieger; J. Stidson, I. Ivanisevich, E. Winns; J. M. Luperne, J. Susán, A. Spinelli, A. Thompson, S. M. de la Barrera.
Goles: Susan 27’ (Estudiantes); Gabitas 78’ (Quilmes); Weiss 83’ (Quilmes).
Cancha: Quilmes. Fecha: 13 de octubre de 1912
En 1931 el fútbol se dividió entre profesionales y amateurs. Quilmes fue uno de los clubes que iniciaron el fútbol profesional. En el año 1937, desciende, junto a Argentinos Juniors, a la Segunda División.

### 1949: Campeón de Primera B (ascenso a Primera División)

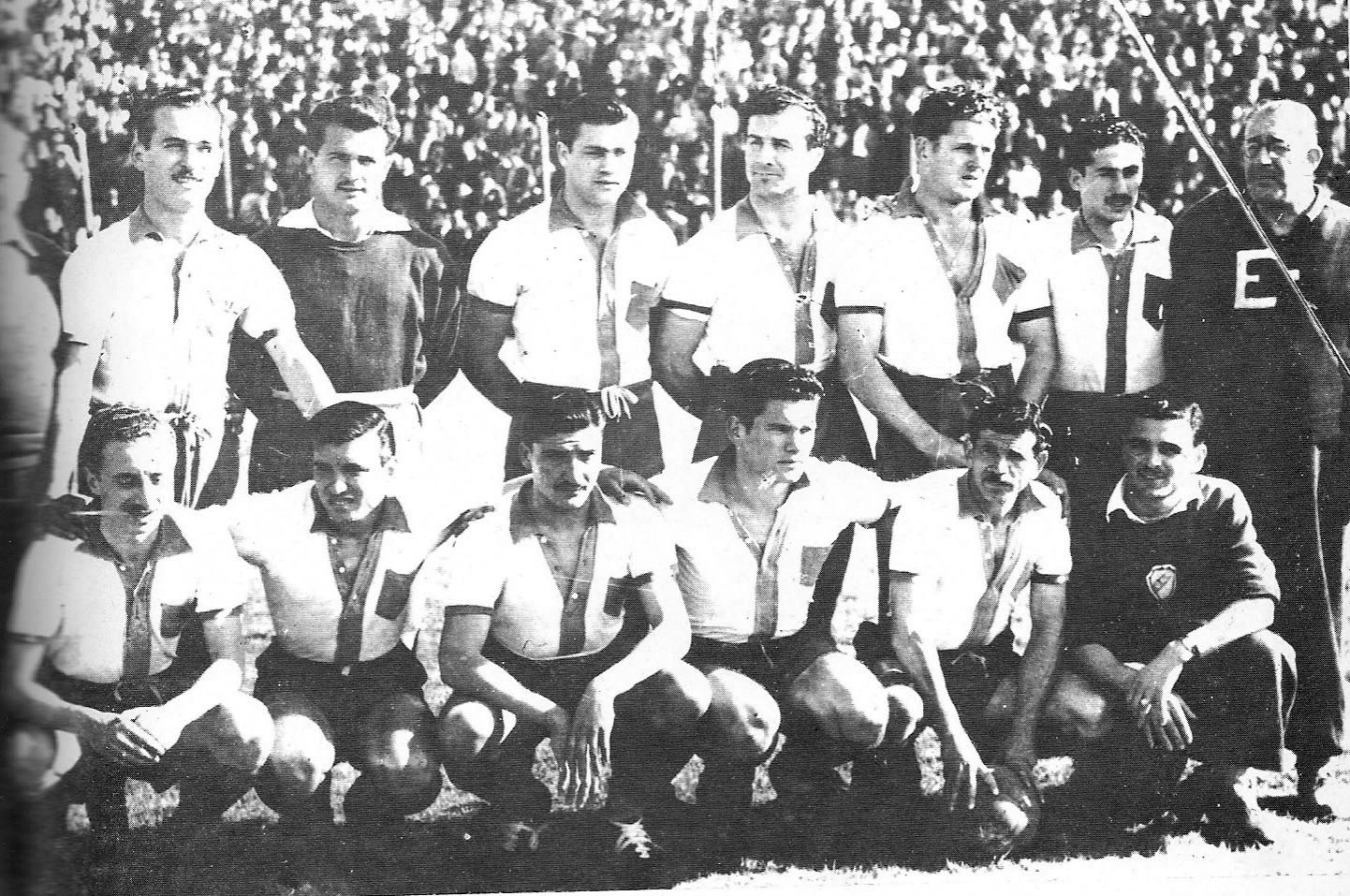
Equipo de 1949 que ganó el título y el ascenso a Primera.

Quilmes milita en Primera B hasta 1949, año en el que sale campeón de la categoría. Tuvo una delantera récord de 130 goles en todo el año.
El jueves 17 de abril de 1950, la institución cambió su nombre por el actual, Quilmes Atlético Club. La castellanización se debió a la obtención de un crédito de $ 750.000 de la época.
Quilmes desciende a Primera B en la temporada 1951.

### 1961: Campeón de Primera B (ascenso a Primera División)
En 1961, Quilmes disputa palmo a palmo el campeonato de Primera B junto a Newell's Old Boys. Finaliza segundo, detrás de los rosarinos. Pero es beneficiado por una investigación de la Asociación del Fútbol Argentino, en la que se devela que Newell's incentivó a Excursionistas en el partido ante Quilmes. Los hinchas del Cervecero coparon la calle Viamonte y festejaron el campeonato en las puertas de la AFA.

### 1965: Subcampeón de Primera B (ascenso a Primera División)
En 1965, en maratónico torneo, queda en la segunda colocación del torneo de Primera B y asciende junto al campeón, Colón.
Quilmes disputó con buen desempeño el torneo Nacional de 1969. En 1970, una huelga de futbolistas y el pésimo manejo dirigencial derivan en el descenso, luego de disputar un reclasificatorio junto a equipos de Primera B.

### 1975: Campeón de Primera B (ascenso a Primera División)
Milita en la segunda categoría hasta que sale campeón y asciende en 1975, junto al subcampeón San Telmo. Obtiene el torneo con una campaña meritoria, que cimienta el equipo para el máximo logró de la institución, que se repetiría tres años más tarde.

### 1978: Campeón Metropolitano
En 1978, Quilmes ganó el campeonato Metropolitano del fútbol argentino. Se consagró al vencer en la última fecha a Central en Rosario por 3 a 2, el 29 de octubre. Los goles fueron marcados por Luis Andreuchi (dos, ambos de penal) y Jorge Gáspari. Peleó palmo a palmo con Boca Juniors durante toda la temporada, y le sacó ventaja en las últimas tres fechas. El plantel era dirigido por José Yudica y entre sus máximas glorias están el goleador Luis Andreuchi, el defensor Horacio Milozzi y el máximo ídolo cervecero de todos los tiempos: Omar Hugo "Indio" Gómez. El Presidente de la institución era Julio Cassanello (quien luego fuera intendente) y fue uno de los protagonistas en el armado del plantel y alma mater José María "Gordo" Algañaraz.
En 1979, por primera vez en su historia, disputó la Copa Libertadores de América. Integró el grupo junto a Independiente (Argentina), Deportivo Cali (Colombia) y Millonarios Fútbol Club (Colombia). Días antes del debut ante los argentinos, logró que se habilitara su estadio de Guido y Sarmiento para jugar como local. Luego de disputar seis partidos, no logró clasificar a la siguiente ronda.
En 1980, Quilmes desciende a Primera B tras una mala campaña.

### 1981: Subcampeón de Primera B (ascenso a Primera División)
Al año siguiente, en 1981, Quilmes logra el ascenso a Primera "A" junto al campeón Nueva Chicago, tras finalizar en segunda colocación.

### 1982: Subcampeón de Primera División "A" (torneo Nacional, no clasifica a Copa Libertadores de América)
En 1982, en la primera parte del año, Quilmes realiza una de las mejores campañas de su historia y obtiene el subcampeonato en el torneo Nacional. Es vencido en la final por Ferro Carril Oeste, ya que empata sin goles en Guido y Sarmiento; y cae en Caballito por 2 a 0. En la segunda parte del año, Quilmes realiza una muy mala campaña y finaliza, junto a Unión, en el penúltimo puesto. Disputa en Junín un partido de desempate con Unión y lo pierde. De esta manera, desciende a Primera B junto a Sarmiento.
En 1986, la AFA crea el torneo Nacional "B", con el que mezclaría equipos afiliados a la AFA (metropolitanos) con instituciones que representen a las ligas del interior del país (conocidos como "indirectamente afiliados"). Quilmes no logra clasificar al Nacional "B" y por única vez en su historia disputa un torneo de tercera categoría.

### 1986/87: Campeón de Primera B Metropolitana (ascenso a Nacional "B")
En la temporada 1986/87, Quilmes sale campeón del torneo de Primera B (actual tercera división del fútbol argentino) y asciende al Nacional B.
El 27 de diciembre de 1988, el presidente José Meiszner anuncia que en el barrio Villa Nueva Argentina de la localidad de Quilmes Oeste se construiría el nuevo estadio de fútbol de la institución. Se llamaría Centenario, en referencia a los 100 años que cumplió Quilmes en esa fecha.

### 1990/91: Campeón de Nacional "B" (ascenso a Primera División)
En la temporada 1990/91, Quilmes obtiene el campeonato Nacional "B" y asciende a Primera División "A", tras ganarle al Club Almirante Brown por 1 a 0 como local, con gol de Mario Gómez.
A la siguiente temporada, Quilmes desciende al Nacional "B", tras disputar dos de los peores torneos de su historia, junto a Unión.
En diciembre de 1993, Quilmes pre-inaugura el estadio Centenario. Disputan un partido los campeones de 1978 junto a un equipo integrado por glorias de todos los tiempos. El 25 de abril de 1995, la institución inaugura el estadio Centenario, con un partido entre el primer equipo (reforzado con algunas figuras internacionales) y Nacional (Uruguay). En la primera fecha de la temporada 1995/96, comienza a jugar de manera oficial en el Centenario. En la primera fecha, empata sin goles ante Douglas Haig. El 31 de agosto de 1996 debuta en primera división, Adrián Giampietri, uno de los ídolos que tiene la institución.
En las temporadas 1999/2000 y 2000/01, Quilmes obtiene el subcampeonato de la Primera B Nacional, pero no logra ascender. Pierde finales ante Huracán, Los Andes y Banfield. Además, en ambas temporadas, pierde la promoción en sendas ocasiones con Belgrano.

### 2002/03: Ganador de la final por el segundo ascenso de la Primera B Nacional (ascenso a Primera División)
En la temporada 2002/03, tras un año con altibajos, Quilmes asciende a Primera División. Logra obtener el tercer puesto de la tabla general y disputa la final por el segundo ascenso ante Argentinos Juniors, al que le gana por 1 a 0 en Quilmes con gol del defensor Agustín Alayes y, en Caballito, Buenos Aires (en el estadio de Ferro), empata sin goles. De esta forma el conjunto cervecero regresó a Primera luego de 11 años.

### 2003/04: Quinto puesto de tabla general en Primera "A" (clasificación a Copa Libertadores de América)
Al año siguiente (temporada 2003/04), en Primera División, Quilmes pelea el torneo Apertura con Boca, pero se cae en las últimas fechas. Además, cosecha 60 puntos entre los campeonatos Apertura y Clausura, lo que lo clasifica a la primera fase de la copa Libertadores de América.
En 2005, disputa la Copa Libertadores por segunda vez en su historia. Vence, en primera ronda, a Colo-Colo (Chile) por sistema reglamentario. Empata 0 a 0 en Quilmes. En Santiago, en el estadio Monumental, empata 2 a 2 (goles de Diego Torres y Riffo, en contra, para Quilmes). Los goles como visitante, en el reglamento de la Libertadores, valían doble, por lo que el Cervecero clasifica al grupo 3, integrado por São Paulo (Brasil), Universidad de Chile de Chile y The Strongest de Bolivia.

### 2006/07: Descenso a la B Nacional
Quilmes regresó a la B Nacional al ocupar en el último lugar luego de 4 temporadas consecutivas en Primera tras perder 2-1 contra San Lorenzo de Almagro terminando con las chances de Quilmes de seguir en primera.

### 2010/2011: Ascenso a Primera "A"
Quilmes ascendió a la Primera "A" en la temporada 2009/2010 junto a Olimpo de Bahía Blanca (Ascenso Directo) y All Boys (Ascendido tras ganarle la promoción a Rosario Central) para jugar la temporada 2010/2011, pero 1 año después regresó a la B tras perder 1-0 contra Olimpo de Bahía Blanca terminando con las chances de Quilmes de seguir en primera.

### 2011/2012: Un nuevo ascenso
Luego de lo que fue un nuevo descenso para Quilmes, ya se prepara para una temporada histórica: la 2011/12 en el que la disputaban otros equipos como River Plate, Rosario Central, Gimnasia y Esgrima (LP) y Huracán. Por ese entonces, su entrenador Ricardo Caruso Lombardi pidió por la llegada de refuerzos con experiencia en la categoría. Sin embargo, los sondeos de otros clubes por el entrenador hicieron que el gran artífice de este equipo fuese su sucesor Omar De Felippe quién siempre respetó la línea de juego que tenía el equipo. El 23 de junio Quilmes le gana 2 a 0 a Guillermo Brown de Puerto Madryn con dos goles de Martín Cauteruccio y con esa victoria logra volver a Primera División después de un año de ausencia. De esa manera, Quilmes terminó redondeando una gran temporada siendo subcampeón sacando nada más y nada menos que 72 puntos. En esos 72 puntos logró 20 victorias, 12 empates y solo 6 derrotas. Además siendo el equipo con más diferencia de gol (+41) y el equipo con la valla menos vencida (21). Equipo que logró el noveno ascenso en su historia: Emanuel Trípodi, Germán Mandarino, Sebastián Martínez, Joel Carli, Claudio Corvalán, Pablo Garnier, Lucas Rimoldi, Jacobo Mansilla, Martín Cauteruccio, Ezequiel Rescaldani y Miguel Caneo.

### 2012/2013: Regreso a Primera
El equipo del Sur vuelve a la elite del fútbol argentino con un contundente 3-0 sobre Boca en condición de local. Durante el Inicial 2012 sufre altibajos que lo ubican al final del torneo por debajo de los diez primeros. Sin embargo, para el Final 2013 Quilmes realiza una gran campaña, finalizando en la octava posición y logrando el objetivo de mantener la categoría. Al finalizar la temporada, el DT Omar de Felippe no renueva su contrato con el club, siendo reemplazado por Nelson Vivas.

### 2014 - 2015/16: (Clasificación Liguilla Pre-Sudamericana 2016)
En el Torneo Final 2014 se salva del descenso ganándole a Gimnasia y Esgrima de La Plata por 2 a 0. En el segundo semestre del año no logra una buena campaña con Pablo Quatrocchi como DT solo con 2 victorias y terminando último con 12 puntos. En 2015 asume como DT Julio César Falcioni y trae refuerzos de jerarquía como Claudio Bieler, Rodrigo Gómez, Adrián Calello, Mariano Uglessich y Alexis Canelo. Sin embargo, en el primer semestre, no le va bien ganando tan solo 4 partidos. Hay cambio de técnico y desde la llegada de Facundo Sava, el conjunto Cervecero termina en el 11° puesto clasificándose a la Liguilla Pre-Sudamericana, la cual pierde en primera ronda con Olimpo de Bahía Blanca por 1 a 0. Para 2016, Facundo Sava no renueva el contrato y Alfredo Grelak toma su lugar.

### 2016/17: Descenso a la B Nacional en 5 años
En la temporada 2016-17, Quilmes busca la posibilidad de volver a permanecer en Primera, con un plantel totalmente nuevo, siendo 22 los jugadores que llegaron al Cervecero para la dicha temporada. Empezaría el campeonato con una derrota 0-1 contra Newell's Old Boys. La primera parte del torneo lo encontró a Quilmes logrando victorias importantes contra Lanús, y teniendo una racha de 6 fechas sin perder, empezando en la jornada 5, con la victoria 2-1 sobre Olimpo y culminando en la victoria 1-0 sobre Aldosivi por la fecha 10, cortándose frente a Tigre la semana siguiente. A pesar de lograr una buena cantidad de puntos, al empezar 2017 cambió rotundamente: En 16 partidos logró solo 6 puntos, con 1 victoria, 3 empates y 12 derrotas. Quilmes descendió en la fecha 28, empatando 1-1 frente a Atlético de Rafaela, dejando al club del sur sin posibilidades de poder salvarse luego de 6 temporadas consecutivas en Primera.

### Temporada 2017/2018: Torneo Nacional B
El Cervecero comenzó una nueva temporada con la ilusión de volver a Primera. Para eso incorporó refuerzos de experiencia como Miguel Caneo, Emanuel Trípodi, Sebastián Romero y apostó por un DT que estaba dando sus primeros pasos como Lucas Nardi. Sin embargo, luego de 9 fechas en donde Quilmes obtuvo tres victorias, cuatro empates y dos derrotas, Nardi dejaba su cargo como entrenador del club.
Después de malos resultados, Quilmes entra en la fecha 11 a la zona de descenso, luego de perder 1-0 contra Instituto. El equipo se recupera, de la mano de Mario Sciaqua, con dos triunfos en las fechas 15 y 16, cuando logra vencer por 1-2 a Guillermo Brown y 3-0 a Brown de Adrogué, pero vuelve a perder 2 partidos seguidos, entrando a la zona de descenso. Allí se mantiene hasta la fecha 23, cuando vence por 0-2 a Atlético de Rafaela. Finalmente, el 22 de abril empata 1-1 contra Boca Unidos y logra la permanencia en la segunda categoría del fútbol argentino.

## Clásicos y rivalidades

### Clásico Quilmeño
|  | Para un completo desarrollo véase Clásico Quilmeño |

El clásico quilmeño, disputado entre Quilmes y Argentino de Quilmes, es el más antiguo del fútbol argentino disputado en primera división, ya que el primer enfrentamiento entre ambas instituciones ocurrió un 25 de mayo de 1906, con resultado favorable para Quilmes (3-1).
Posiblemente, el partido más importante entre ambos sucedió el 3 de diciembre de 1938, cuando el Cervecero y el Mate se enfrentaron en un partido de desempate por el ascenso a la Primera División. Aquel día, el equipo de la Barranca Quilmeña obtuvo la victoria por 1-0, logrando jugar por primera vez en la máxima categoría profesional (jugó 24 temporadas en el amateurismo). Por su parte, Quilmes finalizó segundo en el campeonato y tuvo que esperar hasta 1949 para conseguir el ascenso.
La realidad de ambos clubes siempre ha sido muy distinta, tanto es así que el último enfrentamiento oficial fue en 1981, con empate a 1. Sin embargo, la rivalidad perdura debido a la cercanía geográfica de las dos instituciones.

#### Historial
| Partidos jugados | Ganados por Quilmes | Empates | Ganados por Argentino de Quilmes |
| ---------------- | ------------------- | ------- | -------------------------------- |
| 57               | 26                  | 13      | 18                               |

### Clásico con Lanús
Disputa frente a Lanús uno de los clásicos más añejos de la Zona Sur del Gran Buenos Aires. El primer partido se disputó hace 108 años, en 1917 por el torneo amateur de Primera División Intermedia (segunda categoría) en el viejo estadio Cervecero con triunfo del Granate 1 a 0. La cercanía geográfica y el amplio historial generaron una muy fuerte rivalidad entre ambas parcialidades que se acrecentó al transcurrir las décadas.

#### Historial
| Partidos jugados | Ganados por Quilmes | Empates | Ganados por Lanús |
| ---------------- | ------------------- | ------- | ----------------- |
| 93               | 31                  | 27      | 35                |

### Clásico con Banfield
Se enfrenta con Banfield en otro tradicional clásico de la Zona Sur del Gran Buenos Aires. Disputaron su primer cotejo hace 99 años, el 26 de junio de 1926 en el Estadio Florencio Sola con triunfo del equipo local 2 a 1. Sus partidos son de muy fuerte rivalidad, en 2001 ambos equipos disputaron dos finales en la B Nacional por el ascenso a Primera División a estadio completo marcadas por la tensión. El segundo encuentro en el Estadio Centenario fue suspendido por incidentes cuando el equipo del distrito de Lomas de Zamora lograba el triunfo. Cuentan con un amplio historial que acrecentó más la enemistad entre sus aficionados.

#### Historial
| Partidos jugados | Ganados por Quilmes | Empates | Ganados por Banfield |
| ---------------- | ------------------- | ------- | -------------------- |
| 97               | 30                  | 27      | 40                   |

### Rivalidades
Otras rivalidades tradicionales del Cervecero son:

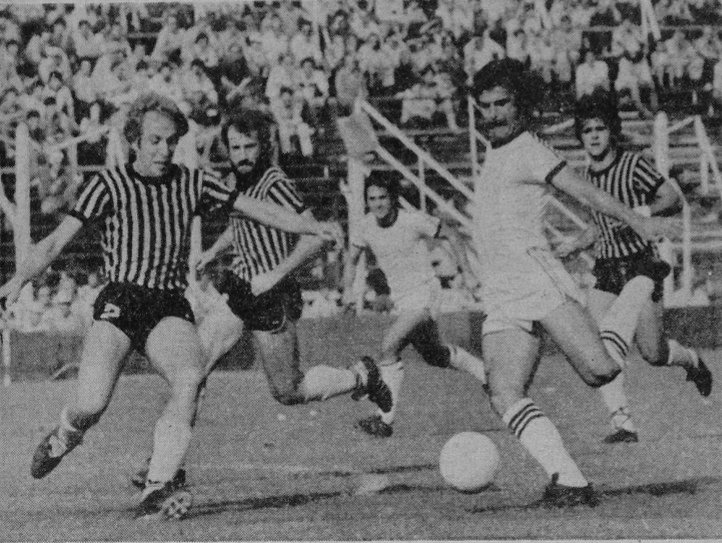
Desde hace sostiene una fuerte rivalidad con el equipo aurinegro. En la imagen de 1981 Quilmes 1-Almirante 1, en el viejo estadio Cervecero. Almirante Brown se enfrentará a Quilmes en un clásico del Ascenso.

 Almirante Brown se enfrentará a Quilmes en un clásico del Ascenso.3 de julio de 2021, Diario Olé
- Temperley:[31][32][33]
- Chacarita Juniors:[34][35]
- Tigre:[36][37]
- Almirante Brown:[nota 1][38][39][30]

## Presidentes
| Presidentes de Quilmes |
| |
| - Gerald Marriot Woodgate (1892) - Louis Lowe (1892-1893) - William Morkill (1894) - Frederick Pembroke Jones (1894) - Roberto Nalder Clark (1895) - William Morgan (1897-1899) - Alexander MacKill (1899-1902) - Edward Cordner (1902-1911) - Henry Jacobs (1911-1915) - Juan Stanfield (1915-1917) - Dámaso Del Campo (1917-1918) - Francisco Steed (1918-1920) - Roberto Norris Clark (1921-1923) - Guillermo Jordán (1924-1931) - Juan José Elordi (1932) - Francisco Steed (1932-1933) - Bernardo Homps (1933-1934) - Eric Sinclair (1934-1935) - Jorge Beck (1936) - Spencer Leonard (1936-1937) - Natalio Mazzini (1937) - Alfredo Ferrer Zanchi (1938) - Marcos Pereyra (1938) - Segundo Otero (1938-1944) - Oscar Echelini (1945-1946) - Jesús Castro (1947-1952) - Rafael Fernández Míguez (1953) - Silvino Llaneza González (1953) - Juan Iribarne (1953) - Silvino Llaneza González (1953-1955) - Emilio Sciaini (1956) - Francisco Peña (1957) - Pedro Ewart (1958) - Emilio Sciaini (1959-1960) - Amílcar Rosso (1961-1964) - Antonio Acosta (1965-1966) - Antonio Vázquez (1967-1969) - Orfeo Destéfano (1970) - Marcos Budeisky (1971-1974) - Mario Porta (1974) - Julio Cassanello (1975-1979) - José Luis Meiszner (1979-1982) - Juan Contarino Sparta (1983) - Carlos Huergo (1984-1985) - José Luis Meiszner (1986-1998) - Daniel Razzetto (1998-2006) - José Luis Meiszner (2006-2007) - Jorge Máñez (2007-2008) - Juan Carlos Garbaccio (2008-2009) - Carlos Coloma (2009-2010) - José Luis Meiszner (2010-2011) - Aníbal Fernández (2011-2015) - Andrés Meiszner (2015-2016) - Marcelo Calello (2016-2019) - Christián Sterli (2019-2022) - Mateo Magadán (2022-2025) |
| |

## Himno
Si bien Quilmes Atlético Club posee muchas marchas, la más importante considerada el himno del club, es “Alma los Blancos” escrito por Bruno López.
También se puede destacar otras marchas como “Marcha al Quilmes Atlético Club” de José De Grassi y Vicente Dentario, y “Marcha al Decano del Fútbol Argentino” de Oscar Aguirre y Felipe Canalicchio.
- Wikisource contiene obras originales de o sobre Quilmes Atlético Club.

## Uniforme
El uniforme de Quilmes surge de la fusión de varios clubes ingleses. Su color inicial fue azul y rojo, pero en 1901 adoptó la camisa blanca y el pantalón azul. Con la salvedad del período 1908-1911 (todo azul) conserva esos colores hasta hoy.
En la actualidad viste:
- Uniforme titular: Camisa, pantalón y medias blancas con vivos azules.
- Uniforme alternativo: Camisa, pantalón y medias azules con vivos blancos.

Cabe aclarar que también se emplean otras combinaciones como camisa blanca, pantalón azul y medias blancas, etc.
En ocasiones utilizó camisas alternativas de color verde con una bandera azul marino y blanca en el pecho (que luego fue empleada como indumentaria para el arquero que en aquella ocasión era Elizaga, Marcelo Ramón – Temporada 2000/01). Esta casaca fue confeccionada por la marca Envión.[cita requerida]
La otra camisa alternativa, creada por Lotto, era de color negro con cuello y puños blancos.[cita requerida] Ambos diseños dejaron de utilizarse hasta el año 2008 cuando Lotto reeditó una camiseta totalmente negra.[cita requerida]También uso en el octogonal 1b 1983 y parte del 84 la publicidad flamex-unos pocos partidos de 1984 la publicidad diario el sol y la publicidad terrier nacional b 1982/3-
| Titular |

| Alternativo |

Ediciones especiales
| Alternativo (1975), Tercera (2024) | Alternativo (1988/90, 2017/18) | Alternativo (2000/01) | Alternativo (2004/05, 2008/11, 2015, 2019-20, 2021, 2023) | Alternativo (2010/12) | Tercera (2012/13) | Titular (2015) | Tercera (2018/19) |

| Tercera (2022) |

### Últimos diseños
- 2021

| Titular | Alternativo | Tercero |  |

- 2020-21

| Titular | Alternativo |  |

- 2019-20

| Titular | Alternativo | Tercero |  |

- 2018-19

| Titular | Alternativo | Tercero |  |

- 2017-18

| Titular | Alternativo | Tercero |  |

- 2017

| Titular | Alternativo |

- 2016

| Titular | Alternativo |  |

- 2016 (Transición)

| Titular | Alternativo |  |

- 2015

| Titular | Alternativo | Tercero |  |

- 2014

| Titular | Alternativo | Tercero |  |

- 2013-14

| Titular | Alternativo | Tercero |  |

- 2012-13

| Titular | Alternativo | Tercero |  |

### Indumentaria y patrocinador
| Período       | Logo   | Proveedor   |
| ------------- | ------ | ----------- |
| 1976-1978     |        | Deport Hit  |
| 1979-1980     |        | Sportlandia |
| 1981-1999     |        | Adidas      |
| 1999-2002     | -      | Envión      |
| 2002-2017     |        | Lotto       |
| 2017-Presente | Hummel | Hummel      |

| Período       | Logo | Patrocinador        |
| ------------- | ---- | ------------------- |
| 1979          | -    | AeroPerú            |
| 1980-1981     | -    | Rhonal              |
| 1982-1983     |      | Afisa               |
| 1984          | -    | Diario El Sol       |
| 1984-1986     |      | Ford Del Sur Motors |
| 1986-1988     |      | Pegamax             |
| 1988-1990     |      | Soda Strubolini     |
| 1990-1992     |      | Segubank            |
| 1992-1993     |      | Serie Dorada        |
| 1993-1994     |      | Quilmes Video Cable |
| 1994-1996     |      | Cristem             |
| 1996-2015     |      | Quilmes             |
| 2016          |      | La Nueva Seguros    |
| 2017-Presente |      | Quilmes             |

| Período       | Patrocinador                                    |
| ------------- | ----------------------------------------------- |
| 1994          | Samed                                           |
| 1994-1995     | Bingo Quilmes                                   |
| 1996-2012     | Quilmes                                         |
| 2012          | Quilmes / Medical Hair                          |
| 2012-2014     | Quilmes / NEC                                   |
| 2014-2015     | Quilmes / NEC / Laboratorio Drawer              |
| 2015          | Provincia NET / NEC / Laboratorio Drawer        |
| 2016          | Drawer S.A. / Atilra / La Nueva Seguros         |
| 2017-2020     | Tarjeta Plata / Plusmar                         |
| 2020-Presente | Maxi Descuento / Plusmar                        |
| 2022          | Placas Audax / Grupo Jack                       |
| 2023-Presente | Laboratorios Drawer / Placas Audax / Grupo Jack |

| Período       | Patrocinador                       |
| ------------- | ---------------------------------- |
| 2005-2014     | NEC                                |
| 2014-2015     | NEC / Provincia NET                |
| 2015          | NEC / Secco                        |
| 2016          | Secco / Cristem / Toto's Cerámicos |
| 2016          | Cristem / Toto's Cerámicos         |
| 2017-2018     | Cristem                            |
| 2020          | Maxi Descuento / Fedan             |
| 2020-Presente | Seven Sport / Fedan / Tienda 1887  |

| Período       | Patrocinador                                          |
| ------------- | ----------------------------------------------------- |
| 2011-2013     | NEC                                                   |
| 2012-2015     | NEC / Chevallier                                      |
| 2015          | NEC / Chevallier / ArgenPesos                         |
| 2016          | Atilra / Chevallier / ArgenPesos / Cor-vial / Emmesol |
| 2016          | Atilra / #HaceteSocio                                 |
| 2017-2018     | SportClub                                             |
| 2020-Presente | Teora / Fedan / Tienda 1887 / Uber Eats               |

## Estadios

### Estadio de Guido y Sarmiento
El club tuvo su primer campo de deportes a partir del año 1898 en la intersección de las calles Guido y Pringles. Años más tarde el mismo fue trasladado unos metros al oeste y quedó ubicado en Guido y Sarmiento. Allí tuvo su estadio desde el año 1916 hasta el año 1995, cuando inauguró el actual.
El estadio fue creciendo y aumentando su capacidad con el tiempo. En la década de 1950 el estadio ya tenía tribunas en los cuatro costados, mientras que en la década de 1960 se construyeron los codos, cerrándolo por completo. También en esta época fue construido un palco de prensa que incluía cabinas para transmisiones radiales, el cual fue ampliado en la década de 1970. De esta manera, el estadio llegó a tener capacidad para 30.000 espectadores y diversas comodidades tanto para el público como para la prensa.
Entre fines de los años '60 y fines de los '80 el estadio tuvo entonces su apogeo. Fue escenario del único campeonato de Primera División que obtuvo la institución desde los comienzos del profesionalismo en el año 1978. Gracias a la obtención de dicho torneo pudo disputar la Copa Libertadores del año siguiente. El estadio debió ser adaptado para la ocasión, ampliando las dimensiones del campo de juego, lo cual requirió mover una de las tribunas hacia la vereda, disminuyendo su capacidad.
Sin embargo, ya a fines de la década de 1980 el estadio se encontraba notablemente deteriorado. El 27 de noviembre de 1987, fue anunciada la construcción de un nuevo estadio. El mismo ya estaba listo para diciembre de 1994 y fue inaugurado oficialmente al año siguiente. A partir de ese momento, Quilmes movió su localía a dicho recinto mientras que el viejo estadio fue desmantelado y en su terreno construyeron un complejo de edificios. A su lado aún persiste la sede social del club, inamovible desde hace algún siglo y registro único del recinto que alguna vez tuvo a su lado.

### Estadio Centenario - Ciudad de Quilmes
El Estadio Centenario Ciudad de Quilmes fue inaugurado el 25 de abril de 1995. Situado sobre la calle Vicente López y Esquiú en el barrio de Libertador General San Martín en la misma ciudad de Quilmes. Posee una capacidad para 30.200 espectadores (26.000 populares y 4.200 plateas). El campo de juego mide 105x66 m. con espacios externos detrás de los arcos y el lateral Este frente a la platea baja es de 5 m y el lateral Norte bajo la platea techada es de 7 m. El mismo mantiene una forma abovedada para facilitar su drenaje.
El 27 de noviembre de 1987 se hizo el anuncio de la construcción del nuevo estadio, el 19 de marzo de 1988 se colocó la piedra fundamental y en 1998 finalmente se dan por concluidas las obras tras una ampliación de la capacidad del estadio (que incluyeron las cabeceras Norte y Sur).

#### Historia
- 27/11/1987: anuncio de la construcción del estadio.
- 19/03/1988: toma de posesión de tierras y colocación de la piedra fundacional del estadio.
- 21/06/1988: inicio de las obras, con la excavación del suelo.
- 07/07/1989: primera colada de hormigón, en el que sería luego el sector popular Norte.
- 19/12/1993: preinauguración de estadio, con un partido entre los equipos de Quilmes.
- 25/04/1995: inauguración oficial, con el partido nocturno Quilmes 2-Nacional de Montevideo 1.
- 30/06/1995: juega el seleccionado argentino absoluto, venciendo a Australia 2-0.
- 12/08/1995: primer partido oficial, ante Douglas Haig (0-0) en la temporada 95/96 del Nac. B.
- 11/11/1998: reinauguración del estadio y presentación de la ampliación de las obras, con el partido entre Quilmes y el  CA Independiente (1-0).
- 13/02/2011: llega el momento de un merecido homenaje: la tribuna Popular local pasa a llamarse 'Omar "Indio" Gómez', en honor a uno de los más grandes ídolos del club.
- 06/05/2016: la tribuna preferencial pasa a llamarse 'Rodrigo "Chapu" Braña'. Un momento histórico y muy bien merecido para el volante, quien vistió la camiseta 233 veces.
- 28/08/2016: el estadio cambia de nombre. Pasa a llamarse "Estadio Centenario Ciudad de Quilmes".
- 28/10/2017: la tribuna popular visitante es nombrada como 'Horacio "Flaco" Milozzi', campeón con Quilmes en 1978.
- 21/03/2021 : el sector de cabinas es nombrado como 'Adrián Di Blasi' en homenaje al relator fallecido en febrero de 2021 a causa de la pandemia por coronavirus en la previa del partido contra Gimnasia y Esgrima De Mendoza por la 2.ª fecha de la Primera Nacional.

#### Características
Tribunas de cemento a 3 lados (norte: popular local, este: plateas preferenciales y sur: popular visitante) y platea oeste (platea socios, prensa y vitalicios), premodelada de hormigón y techada. En su parte interior alberga vestuarios, recepción, utilería, sala de prensa, consultorio de kinesiología, consultorio médico y sala de mantenimiento. En el entrepiso se encuentran las habitaciones donde los jugadores realizan la concentración (cuenta con dormitorios, baños, hall central, comedor, cocina y salón de juegos).
Además cuenta con 22 cabinas de transmisión para medios de transmisión de radio y televisión, un palco de directivos, un palco para cámaras de TV y 105 butacas con pupitre para la prensa escrita en la hilera superior a la platea techada. Tres amplias bocas de acceso-salida para los sectores populares y plateas, calle interna que circunda el estadio y un estacionamiento interno parquizado para albergar casi 400 vehículos.
Luego del ascenso a Primera División en 2003, se creó la platea visitante. Esta no techada y tiene capacidad para 500 espectadores.

### Estadio Nacional de Hockey

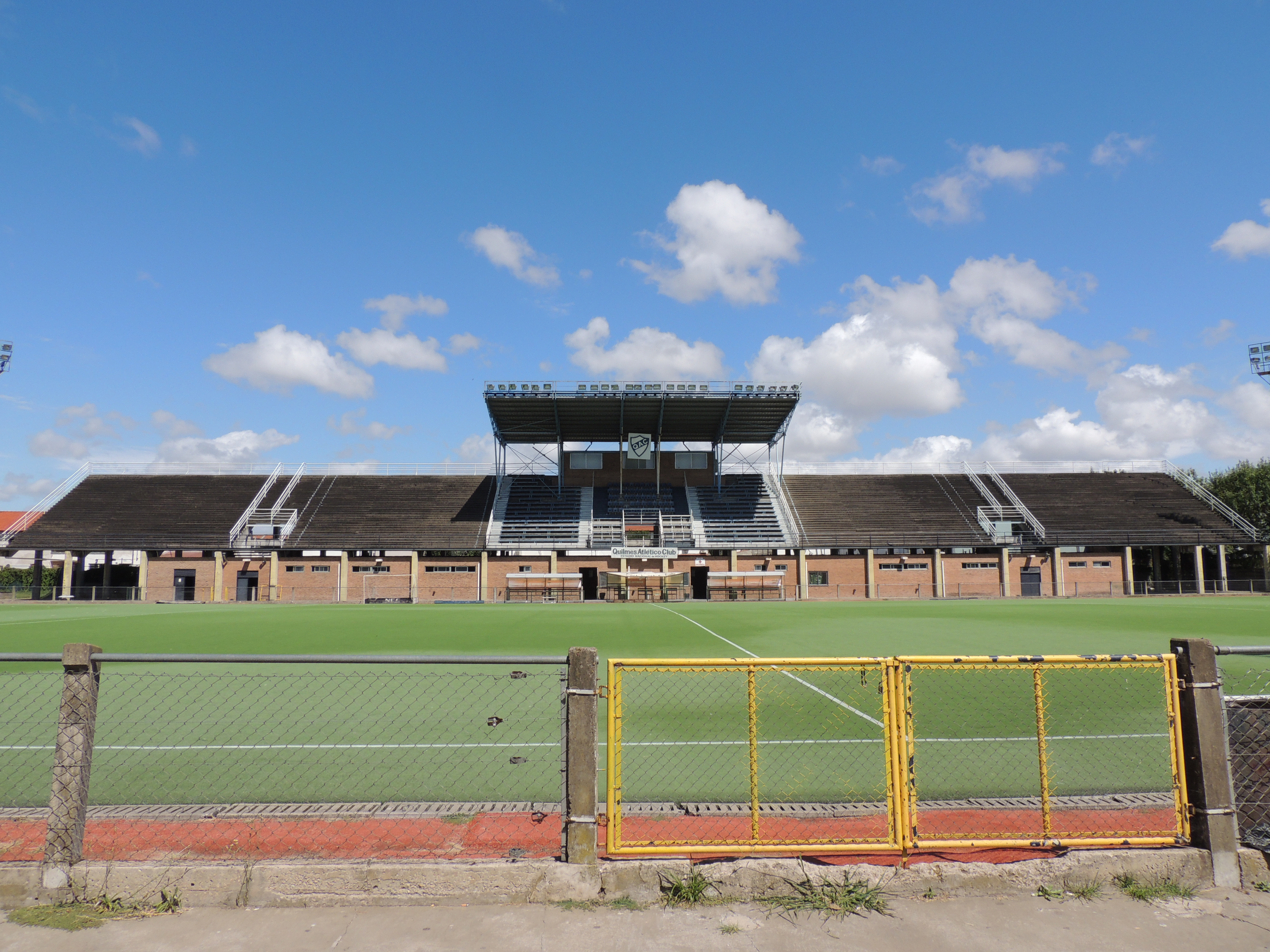
Estadio Nacional de Hockey, propiedad del club.

El Estadio Nacional de Hockey fue inaugurado en 1999. Posee una capacidad de 6000 espectadores. El estadio dispone de un campo sintético de agua, una tribuna de cemento con capacidad para 6000 espectadores, 4 vestuarios totalmente equipados, varias salas de prensa, oficinas, enfermería, cabina de transmisión, etc.
Además cuenta con una iluminación totalmente renovada de última generación inaugurada durante los play off desarrollados durante el mes de noviembre de 2011.
En este estadio, normalmente los seleccionados masculino y femenino de hockey de Argentina juegan sus partidos de local en este estadio.
El estadio pasó a ser propiedad de Quilmes en noviembre de 2011.
- Fuente: Página oficial de Hockey sobre hierba del Quilmes Atlético Club.[47][48]

### Estadio Julio Tosso
Actualmente ubicado en el primer piso de la sede social, ubicado en Guido y Paz.

## Hinchada
La hinchada de Quilmes es llamada “Indios Kilmes”, en conmemoración a la tribu que originalmente habitaba el Valle Calchaquí (en las provincias de Tucumán y Catamarca) y que fue reubicada en donde actualmente están las ciudades de Quilmes y Bernal. Esta etnia se enfrentó a los colonizadores españoles. Una vez vencidos, luego de la quema de sus cultivos, fueron obligados a abandonar sus tierras y realizar un éxodo hasta las llanuras rioplatenses donde se asentaron y se asimilaron al resto de la población dando fin a su cultura.
Su hinchada siempre se ha caracterizado por sus grandes movilizaciones, como las que se realizaron en las finales por el ascenso, o en la participación internacionales del club en la Copa Sudamericana de 2004, debutando en dicho certamen; y en su vuelta a la Copa Libertadores en el año 2005.
Como dato de color, la hinchada de Quilmes, fue la primera en arrojar papelitos en un estadio de fútbol de la historia. Fue justamente en un partido contra Banfield en el Florencio Sola, en el cual Quilmes ganó 1-0 con gol de Ángel Del Moro.
Uno de los protagonistas de esta movida fue un vecino llamado Hipólito Irigoyen, quien en diálogo con El Sol de Quilmes contó: "Fui a la Cervecería Capitti a pedir etiquetas que no usasen. Me dijo que tenían disponibles 90 millones y se sorprendió cuando le pedí todas porque pensábamos utilizarlas en los distintos partidos”.
"El 19 de agosto fuimos a Banfield con el que siempre hubo una enorme rivalidad. Ellos, los del Taladro, decían que no nos iban a dejar tirar las etiquetas o que en todo caso se encargarían de quitárnoslas. Es cierto que se apoderaron de algunas, pero nosotros fuimos precavidos. Todo el mundo se encargó de llevarlas en cualquier medio disponible, e incluso sobre la tribuna visitante, con un alambre y un gancho, fuimos distribuyendo las etiquetas entre los hinchas. Cuando los de Banfield se avivaron, era tarde. Quilmes salió a la cancha y fue una nube de etiquetas que durante varios minutos cubrió el cielo del estadio banfileño. Habíamos distribuido cerca de 2.100.000 etiquetas", recordó el hincha.
De esta manera, un 19 de agosto de 1961 un grupo de hinchas cerveceros le dieron comienzo a uno de los condimentos más importantes dentro del folklore argentino y propio hoy de todos los clubes. Es por este histórico hecho que este día se celebra el día del "Hincha de Quilmes".

## Filiales y peñas

### Provincia de Buenos Aires
- Mar del Plata (Filial Jorge Gáspari)
- Mar del Plata (Peña Adrián Giampietri)
- Partido de Avellaneda (Filial Avellaneda)
- Berazategui (Filial Rodrigo Braña)
- Florencio Varela (Filial Marcelo Firpo)
- Ezpeleta (Filial La Tía)
- Bernal (Filial Nelson David Vivas)
- Bernal (Peña de Bernal)
- Quilmes (Peña Pontiroli-Ariel López)
- Quilmes (Peña Diego Torres)
- Quilmes (Peña Los Históricos-El Negro Thompson)
- Quilmes (Peña 1887-Luis "Chicha" Velázquez)
- San Francisco Solano (Peña Solano Quilmes)
- Lomas de Zamora (Peña Lomas)
- Sarandí (Peña Unidos x Quilmes)
- Zona Norte del Gran Buenos Aires (Peña Zona Norte)

### Ciudad de Buenos Aires
- Buenos Aires (Filial Capital)
- Buenos Aires (Peña Mugre Corvalán)

### Interior del país
- Santa Fe - Entre Ríos (Peña Rodrigo Chapu Braña)
- Mendoza - San Luis (Peña Cuyo)
- Bariloche (Peña Bariloche)
- Chaco (Peña Chaco)
- Jujuy Asociación Civil del Quilmes Atlético Club (Peña Jujuy)

### Exterior
- Comunidad de Madrid (Peña Madrid)
- Galicia (Atlético Os Castros) El escudo homenajea al Quilmes.
- Europa (Peña Quilmes de mi vida)

## Clubes homónimos

### Argentina
- Quilmes de Catamarca. Fundado en 1992 en la ciudad de Tinogasta.
- Quilmes de Maimara. Fundado en la ciudad de Maimara.
- Club Atlético Quilmes. Fundado en la ciudad de Monte Quemado, Santiago del Estero.
- Argentino Quilmes de Rafaela. Fundado en 1916.
- Quilmes de Tres Arroyos. Fundado en 1929. Disputa el Torneo Federal C 2018.
- Mar del Plata Quilmes de Mar del Plata. Fundado en 1922. Club de básquet, antiguamente ligado al fútbol.
- Club Quilmes de Mercedes. Fundado en 1932.
- Club Atlético Quilmes. Fundado en la ciudad de Gualeguay.
- Club Atlético Quilmes. Fundado en 1985 en la localidad de Corrientes.
- Club Atlético Quilmes. Fundado en la ciudad de Río Tercero, Córdoba.
- Deportivo Quilmes. Fundado en la ciudad de Comandante Fontana, Formosa.
- Quilmes Atlético Club. Fundado en la ciudad de Caleta Olivia, Santa Cruz.
- Club Deportivo Quilmes. Fundado en la ciudad de Río Gallegos, Santa Cruz.
- Club Quilmes. Fundado en la ciudad de Villa Allende, Córdoba.
- Quilmes Fútbol. Fundado en la ciudad de Cutral Co, Neuquén.

### Exterior
- Quilmes Porto Alegre. Fundado en 2009 en Brasil.
- Quilmes de Florida. Fundado en 1936 en el Uruguay.
- Quilmes Football Club. Club de futsal malayo fundado en 2012.
- Quilmes Fútbol Club. Club de futsal boliviano fundado en 2007 en la ciudad de Tarija.
- Quilmes AC. Club de fútbol sintético, futsal, fútbol 7, fundado en 2018 en Hohenau, Itapúa Paraguay.

## Acuerdos de reciprocidad

### Quilmes Atlético Ushuaia
El 28 de noviembre de 2020 se fundó en Ushuaia un club filial del Quilmes Atlético Club, llamado Quilmes Atlético Ushuaia. Este tiene como objetivo promover el fútbol en la provincia de Tierra del Fuego, Antártida e Islas del Atlántico Sur y servir como centro de captación para el club de la provincia de Buenos Aires en búsqueda de jugadores para sus categorías inferiores.

### QACptación
En 2020 se llevó a cabo el Proyecto de QACptación en el club, dónde se busca tener una relación social y deportiva entre el Quilmes Atlético Club y entidades barriales, regionales y extranjeras (entre ellas, clubes deportivos y municipios). Los clubes dentro del Proyecto de QACptación son:
- Club Atlético Quilmes. Ciudad de Gualeguay, Entre Ríos.
- Club Quilmes. Ciudad de Villa Allende, Córdoba.
- Club AIFCA. Ciudad de Córdoba, provincia de Córdoba.
- Centro Comunitario Villa Paur. Ciudad de San Martín de los Andes, Neuquén.
- Municipio de Aluminé, Neuquén.
- Club Social y Deportivo Unión. Ciudad de Zapala, Neuquén.

### Colombia
Quilmes firmó algunos acuerdos con centros de formación en Colombia, para que jugadores del lugar viajen hacia la Argentina a probar suerte.
Uno de los acuerdos fue con el Club Deportivo Fair Play, firmado en 2019 y que logró tener a Marco Espíndola en el plantel profesional como figura del acuerdo internacional. Finalmente en marzo de 2021 se terminó el acuerdo.
Otro de los contratos fue firmado con el centro de formación Pies Talentosos, convenio que comenzó en 2016. Trajo la llegada al plantel profesional de Camilo Machado.
En 2018 se firmó el convenio con Fútbol Sin Límites, agencia con sede en Bogotá.
En octubre de 2021 se firmó un convenio con las empresas colombianas G&I Football y G&I Travels para captar jóvenes talentos de Colombia y América Central.

## Jugadores

### Plantel 2025
- Actualizado al 5 de agosto de 2025

- Los equipos argentinos están limitados a tener un cupo máximo de seis jugadores extranjeros, aunque solo cinco podrán firmar la planilla del partido

#### Altas
| Invierno            |                |                           |                      |
| Federico Tévez      | Defensa        | Tigre                     | Préstamo             |
| Gabriel Carabajal   | Centrocampista | Sarmiento de Junín        | Libre                |
| Mariano Santiago    | Centrocampista | Godoy Cruz de Mendoza     | Préstamo             |
| Tiago Benzi         | Delantero      | Belgrano                  | Préstamo             |
| Juan Cruz Kaprof    | Delantero      | Agente libre              | Libre                |
| Verano              |                |                           |                      |
| Gabriel Aranda      | Defensa        | Boca Juniors              | Préstamo             |
| Agustín Bindella    | Defensa        | Gimnasia y Esgrima (M)    | Regresa del préstamo |
| Francisco Flores    | Defensa        | San Lorenzo               | Préstamo             |
| Maximiliano Padilla | Defensa        | Gimnasia y Esgrima (M)    | Préstamo             |
| Fernando Torrent    | Defensa        | Central Córdoba (SdE)     | Libre                |
| Leonel Vangioni     | Defensa        | Newell's Old Boys         | Libre                |
| Elías Brizuela      | Centrocampista | Dock Sud                  | Regresa del préstamo |
| Camilo Machado      | Centrocampista | Brown de Puerto Madryn    | Regresa del préstamo |
| Mariano Miño        | Centrocampista | Belgrano de Córdoba       | Libre                |
| Marcos Roseti       | Centrocampista | Midland                   | Préstamo             |
| Oscar Belinetz      | Delantero      | Alvarado de Mar del Plata | Libre                |
| Edwin Schulz        | Delantero      | Lanús                     | Préstamo             |

#### Bajas
| Invierno              |                |                     |                       |
| Maximiliano Gagliardo | Guardameta     | Flandria            | Rescisión de contrato |
| Elías Brizuela        | Centrocampista | Villa San Carlos    | Fin de contrato       |
| Marcos Enrique        | Centrocampista | Patronato de Paraná | Rescisión de contrato |
| Emanuel Herrera       | Delantero      | Deportes La Serena  | Rescisión de contrato |
| Verano                |                |                     |                       |
| Damián Adín           | Defensa        | Dock Sud            | Fin del préstamo      |
| Matías Ferreira       | Defensa        | Rayo Zuliano        | Rescisión de contrato |
| Santiago Moya         | Defensa        | Huracán             | Fin del préstamo      |
| Ayrton Sánchez        | Defensa        | Brown de Adrogué    | Fin del préstamo      |
| Federico Tévez        | Defensa        | Tigre               | Traspaso              |
| Santiago Puzzo        | Centrocampista | Talleres de Córdoba | Traspaso              |
| Maximiliano Alanís    | Delantero      | Atlético Tucumán    | Fin del préstamo      |
| Lucas Alfonso         | Delantero      | Talleres de Córdoba | Traspaso              |
| Fabián Bordagaray     | Delantero      | Arsenal de Sarandí  | Rescisión de contrato |
| Tomás González        | Delantero      | Unión de Santa Fe   | Fin del préstamo      |
| Lautaro Parisi        | Delantero      | San Miguel          | Rescisión de contrato |

#### Cesiones
| Jugador           | Posición       | Destino            | Fin del préstamo |
| ----------------- | -------------- | ------------------ | ---------------- |
| Nahuel Yzaurralde | Guardameta     | Comunicaciones     | 31/12/2025       |
| Agustín Amicone   | Defensa        | Villa Dálmine      | 31/12/2025       |
| David Ledesma     | Defensa        | Comunicaciones     | 31/12/2025       |
| Raúl Lozano       | Defensa        | Platense           | 31/12/2025       |
| Ramiro Luna       | Centrocampista | Orense             | 31/12/2025       |
| Thomas Rojas      | Centrocampista | Atlético Rafaela   | 31/12/2025       |
| Axel Batista      | Delantero      | Arsenal de Sarandí | 30/06/2026       |
| Bruno Gauna       | Delantero      | Dock Sud           | 31/12/2025       |
| Federico Mazzurco | Delantero      | Sarmiento de Junín | 30/06/2026       |

### Internacionales con su selección
| Internacionales absolutos convocados por primera vez antes de jugar con Quilmes | Internacionales absolutos convocados por primera vez antes de jugar con Quilmes | Internacionales absolutos convocados por primera vez antes de jugar con Quilmes | Internacionales absolutos convocados por primera vez antes de jugar con Quilmes | Internacionales absolutos convocados por primera vez antes de jugar con Quilmes | Internacionales absolutos convocados por primera vez antes de jugar con Quilmes | Internacionales absolutos convocados por primera vez antes de jugar con Quilmes | Internacionales absolutos convocados por primera vez antes de jugar con Quilmes |
| Nombre                                                                          | País                                                                            | Fecha debut                                                                     | Ciudad                                                                          | Tipo partido                                                                    | Selección rival                                                                 | Resultado                                                                       |                                                                                 |
| ------------------------------------------------------------------------------- | ------------------------------------------------------------------------------- | ------------------------------------------------------------------------------- | ------------------------------------------------------------------------------- | ------------------------------------------------------------------------------- | ------------------------------------------------------------------------------- | ------------------------------------------------------------------------------- | ------------------------------------------------------------------------------- |
| Sebastián Pinto                                                                 | Chile                                                                           | 10/06/2012                                                                      | Puerto La Cruz                                                                  | Eliminatorias 2014                                                              | Venezuela                                                                       | 0-2                                                                             |                                                                                 |
| Ismael Benegas                                                                  | Paraguay                                                                        | 25/05/2011                                                                      | Resistencia                                                                     | Amistoso                                                                        | Argentina                                                                       | 4-2                                                                             |                                                                                 |
| Ismael Quílez                                                                   | Argentina                                                                       | 20/04/2011                                                                      | Mar del Plata                                                                   | Amistoso                                                                        | Ecuador                                                                         | 2-2                                                                             |                                                                                 |
| Carlos Matheu                                                                   | Argentina                                                                       | 26/01/2010                                                                      | San Juan                                                                        | Amistoso                                                                        | Costa Rica                                                                      | 3-2                                                                             |                                                                                 |
| Charles Aránguiz                                                                | Chile                                                                           | 04/11/2009                                                                      | Talcahuano                                                                      | Amistoso                                                                        | Paraguay                                                                        | 2-1                                                                             |                                                                                 |
| Leonel Vangioni                                                                 | Argentina                                                                       | 30/09/2009                                                                      | Córdoba                                                                         | Amistoso                                                                        | Ghana                                                                           | 2-0                                                                             |                                                                                 |
| Héctor Vidal Sosa                                                               | Paraguay                                                                        | 29/03/2006                                                                      | Chicago                                                                         | Amistoso                                                                        | México                                                                          | 2-1                                                                             |                                                                                 |
| Mariano Pavone                                                                  | Argentina                                                                       | 18/04/2007                                                                      | Mendoza                                                                         | Amistoso                                                                        | Chile                                                                           | 0-0                                                                             |                                                                                 |
| Derlis Gómez                                                                    | Paraguay                                                                        | 17/08/2005                                                                      | Ciudad del Este                                                                 | Amistoso                                                                        | El Salvador                                                                     | 3-0                                                                             |                                                                                 |
| Sebastián Romero                                                                | Argentina                                                                       | 09/03/2005                                                                      | Los Ángeles                                                                     | Amistoso                                                                        | México                                                                          | 1-1                                                                             |                                                                                 |
| Martín Romagnoli                                                                | Argentina                                                                       | 09/03/2005                                                                      | Los Ángeles                                                                     | Amistoso                                                                        | México                                                                          | 1-1                                                                             |                                                                                 |
| Édgar Ramos                                                                     | Colombia                                                                        | 30/04/2003                                                                      | Miami                                                                           | Amistoso                                                                        | Honduras                                                                        | 0-0                                                                             |                                                                                 |
| Pablo Giménez                                                                   | Paraguay                                                                        | 30/03/2003                                                                      | Alajuela                                                                        | Amistoso                                                                        | Costa Rica                                                                      | 2-1                                                                             |                                                                                 |
| Andrés Pérez                                                                    | Colombia                                                                        | 29/03/2003                                                                      | Busán                                                                           | Amistoso                                                                        | Corea del Sur                                                                   | 0-0                                                                             |                                                                                 |
| Horacio Peralta                                                                 | Uruguay                                                                         | 04/02/2003                                                                      | Hong Kong                                                                       | Amistoso                                                                        | Irán                                                                            | 1-1                                                                             |                                                                                 |
| Óscar Morales                                                                   | Uruguay                                                                         | 20/11/2002                                                                      | Caracas                                                                         | Amistoso                                                                        | Venezuela                                                                       | 1-0                                                                             |                                                                                 |
| Pablo Giménez                                                                   | Paraguay                                                                        | 14/11/2001                                                                      | Asunción                                                                        | Eliminatorias 2002                                                              | Colombia                                                                        | 0-4                                                                             |                                                                                 |
| Arturo Norambuena                                                               | Chile                                                                           | 07/11/2001                                                                      | Bogotá                                                                          | Eliminatorias 2002                                                              | Colombia                                                                        | 3-1                                                                             |                                                                                 |
| Rodrigo Meléndez                                                                | Chile                                                                           | 07/10/2001                                                                      | Curitiba                                                                        | Eliminatorias 2002                                                              | Brasil                                                                          | 2-0                                                                             |                                                                                 |
| Pablo Lima Olid                                                                 | Uruguay                                                                         | 13/07/2001                                                                      | Medellín                                                                        | Copa América 2001                                                               | Bolivia                                                                         | 0-1                                                                             |                                                                                 |
| Héctor González                                                                 | Venezuela                                                                       | 03/06/2001                                                                      | La Paz                                                                          | Eliminatorias 2002                                                              | Bolivia                                                                         | 5-0                                                                             |                                                                                 |
| Bernardo Romeo                                                                  | Argentina                                                                       | 20/12/2000                                                                      | Los Ángeles                                                                     | Copa Reebok                                                                     | México                                                                          | 0-2                                                                             |                                                                                 |
| Gustavo Varela                                                                  | Uruguay                                                                         | 15/11/2000                                                                      | La Paz                                                                          | Eliminatorias 2002                                                              | Bolivia                                                                         | 0-0                                                                             |                                                                                 |
| Patricio Camps                                                                  | Argentina                                                                       | 15/12/1996                                                                      | Buenos Aires                                                                    | Eliminatorias 1998                                                              | Chile                                                                           | 1-1                                                                             |                                                                                 |
| Matías Almeyda                                                                  | Argentina                                                                       | 24/04/1996                                                                      | Buenos Aires                                                                    | Eliminatorias 1998                                                              | Bolivia                                                                         | 3-1                                                                             |                                                                                 |
| César Velázquez                                                                 | Paraguay                                                                        | 14/02/1996                                                                      | Sucre                                                                           | Amistoso                                                                        | Bolivia                                                                         | 4-1                                                                             |                                                                                 |
| Pablo Galdames                                                                  | Chile                                                                           | 11/07/1995                                                                      | Paysandú                                                                        | Copa América 1995                                                               | Argentina                                                                       | 4-0                                                                             |                                                                                 |
| Jorge Luis Campos                                                               | Paraguay                                                                        | 14/06/1995                                                                      | Rosario                                                                         | Amistoso                                                                        | Argentina                                                                       | 2-1                                                                             |                                                                                 |
| Luis Carranza                                                                   | Argentina                                                                       | 16/11/1994                                                                      | Santiago de Chile                                                               | Amistoso                                                                        | Chile                                                                           | 3-0                                                                             |                                                                                 |
| Rafael Dudamel                                                                  | Venezuela                                                                       | 15/06/1993                                                                      | Quito                                                                           | Copa América 1993                                                               | Ecuador                                                                         | 6-1                                                                             |                                                                                 |
| Eduardo Bennett                                                                 | Honduras                                                                        | 04/05/1991                                                                      | C. de Panamá                                                                    | Copa Centroamericana                                                            | Panamá                                                                          | 2-0                                                                             |                                                                                 |
| Gustavo Dezotti                                                                 | Argentina                                                                       | 08/05/1990                                                                      | Berna                                                                           | Amistoso                                                                        | Suiza                                                                           | 1-1                                                                             |                                                                                 |
| Pedro Monzón                                                                    | Argentina                                                                       | 02/04/1988                                                                      | Berlín                                                                          | Copa de las Naciones                                                            | Alemania Federal                                                                | 1-0                                                                             |                                                                                 |
| Mario Vanemerak                                                                 | Argentina                                                                       | 05/05/1985                                                                      | Salvador                                                                        | Amistoso                                                                        | Brasil                                                                          | 2-1                                                                             |                                                                                 |
| Rubén Insúa                                                                     | Argentina                                                                       | 10/08/1983                                                                      | Quito                                                                           | Copa América 1983                                                               | Ecuador                                                                         | 2-2                                                                             |                                                                                 |
| Daniel Godoy                                                                    | Uruguay                                                                         | 25/04/1978                                                                      | Montevideo                                                                      | Amistoso                                                                        | Argentina                                                                       | 2-0                                                                             |                                                                                 |
| Erwin Romero                                                                    | Bolivia                                                                         | 06/03/1977                                                                      | Caracas                                                                         | Eliminatorias 1978                                                              | Venezuela                                                                       | 1-3                                                                             |                                                                                 |
| Néstor Togneri                                                                  | Argentina                                                                       | 22/04/1974                                                                      | Buenos Aires                                                                    | Amistoso                                                                        | Rumania                                                                         | 2-1                                                                             |                                                                                 |
| Jesús Martínez                                                                  | España                                                                          | 21/10/1973                                                                      | Zagreb                                                                          | Eliminatorias 1974                                                              | Yugoslavia                                                                      | 0-0                                                                             |                                                                                 |
| Ramón Ponce                                                                     | Argentina                                                                       | 07/10/1973                                                                      | Buenos Aires                                                                    | Eliminatorias 1974                                                              | Paraguay                                                                        | 3-1                                                                             |                                                                                 |
| Roberto Gramajo                                                                 | Argentina                                                                       | 08/01/1971                                                                      | Buenos Aires                                                                    | Amistoso                                                                        | Francia                                                                         | 3-4                                                                             |                                                                                 |
| Carlos Pachamé                                                                  | Argentina                                                                       | 27/07/1969                                                                      | La Paz                                                                          | Eliminatorias 1970                                                              | Bolivia                                                                         | 3-1                                                                             |                                                                                 |
| Oscar Más                                                                       | Argentina                                                                       | 01/08/1965                                                                      | Buenos Aires                                                                    | Eliminatorias 1966                                                              | Paraguay                                                                        | 3-0                                                                             |                                                                                 |
| Victorio Casa                                                                   | Argentina                                                                       | 25/11/1964                                                                      | Asunción                                                                        | Copa Chevallier Boutell                                                         | Paraguay                                                                        | 3-0                                                                             |                                                                                 |
| Pedro Prospitti                                                                 | Argentina                                                                       | 03/06/1964                                                                      | São Paulo                                                                       | Copa de las Naciones                                                            | Brasil                                                                          | 0-3                                                                             |                                                                                 |
| José Mattera                                                                    | Uruguay                                                                         | 15/08/1962                                                                      | Buenos Aires                                                                    | Amistoso                                                                        | Argentina                                                                       | 3-1                                                                             |                                                                                 |
| Raúl Páez                                                                       | Argentina                                                                       | 30/05/1962                                                                      | Rancagua                                                                        | Mundial 1962                                                                    | Bulgaria                                                                        | 1-0                                                                             |                                                                                 |
| Pedro Cubilla                                                                   | Uruguay                                                                         | 12/10/1961                                                                      | Santiago de Chile                                                               | Amistoso                                                                        | Chile                                                                           | 2-3                                                                             |                                                                                 |
| Juan José Rodríguez                                                             | Argentina                                                                       | 07/03/1959                                                                      | Buenos Aires                                                                    | Copa América 1959-I                                                             | Chile                                                                           | 6-1                                                                             |                                                                                 |
| José Yudica                                                                     | Argentina                                                                       | 18/03/1956                                                                      | Ciudad de México                                                                | Panamericano 1956                                                               | Brasil                                                                          | 2-2                                                                             |                                                                                 |
| Isaac Andrade                                                                   | Perú                                                                            | 01/02/1956                                                                      | Montevideo                                                                      | Copa América 1956                                                               | Brasil                                                                          | 2-1                                                                             |                                                                                 |
| Juan Silvano Ferreyra                                                           | Argentina                                                                       | 07/02/1942                                                                      | Montevideo                                                                      | Copa América 1942                                                               | Uruguay                                                                         | 1-0                                                                             |                                                                                 |
| Arcadio López                                                                   | Argentina                                                                       | 04/07/1931                                                                      | Buenos Aires                                                                    | Copa Chevallier Boutell                                                         | Paraguay                                                                        | 1-1                                                                             |                                                                                 |
| Juan Pollini                                                                    | Argentina                                                                       | 15/08/1913                                                                      | Avellaneda                                                                      | Copa Lipton                                                                     | Uruguay                                                                         | 4-0                                                                             |                                                                                 |
| Robert Buck                                                                     | Uruguay                                                                         | 19/09/1909                                                                      | Montevideo                                                                      | Copa Newton                                                                     | Argentina                                                                       | 2-2                                                                             |                                                                                 |
| Juan Domingo Brown                                                              | Argentina                                                                       | 09/07/1906                                                                      | Buenos Aires                                                                    | Amistoso                                                                        | Sudáfrica                                                                       | 0-1                                                                             |                                                                                 |
| Jorge Gibson Brown                                                              | Argentina                                                                       | 20/07/1902                                                                      | Montevideo                                                                      | Amistoso                                                                        | Uruguay                                                                         | 0-6                                                                             |                                                                                 |
| Ernesto Brown                                                                   | Argentina                                                                       | 20/07/1902                                                                      | Montevideo                                                                      | Amistoso                                                                        | Uruguay                                                                         | 0-6                                                                             |                                                                                 |
| William Leslie                                                                  | Argentina                                                                       | 16/05/1901                                                                      | Montevideo                                                                      | Amistoso                                                                        | Uruguay                                                                         | 2-3                                                                             |                                                                                 |

| Internacionales absolutos convocados por primera vez mientras jugaba en Quilmes | Internacionales absolutos convocados por primera vez mientras jugaba en Quilmes | Internacionales absolutos convocados por primera vez mientras jugaba en Quilmes | Internacionales absolutos convocados por primera vez mientras jugaba en Quilmes | Internacionales absolutos convocados por primera vez mientras jugaba en Quilmes | Internacionales absolutos convocados por primera vez mientras jugaba en Quilmes | Internacionales absolutos convocados por primera vez mientras jugaba en Quilmes | Internacionales absolutos convocados por primera vez mientras jugaba en Quilmes |
| Nombre                                                                          | País                                                                            | Fecha debut                                                                     | Ciudad                                                                          | Tipo partido                                                                    | Selección rival                                                                 | Resultado                                                                       |                                                                                 |
| ------------------------------------------------------------------------------- | ------------------------------------------------------------------------------- | ------------------------------------------------------------------------------- | ------------------------------------------------------------------------------- | ------------------------------------------------------------------------------- | ------------------------------------------------------------------------------- | ------------------------------------------------------------------------------- | ------------------------------------------------------------------------------- |
| Esteban Glellel                                                                 | Siria                                                                           | 11/06/2024                                                                      | Hiroshima                                                                       | Eliminatorias 2026                                                              | Japón                                                                           | 5-0                                                                             |                                                                                 |
| Johnnier Montaño                                                                | Colombia                                                                        | 30/03/1999                                                                      | Maracaibo                                                                       | Amistoso                                                                        | Venezuela                                                                       | 0-0                                                                             |                                                                                 |
| Jorge Gáspari                                                                   | Argentina                                                                       | 18/07/1979                                                                      | La Paz                                                                          | Copa América 1979                                                               | Bolivia                                                                         | 2-1                                                                             |                                                                                 |
| Antonio Laginestra                                                              | Argentina                                                                       | 22/08/1967                                                                      | Ciudad de México                                                                | Amistoso                                                                        | México                                                                          | 2-1                                                                             |                                                                                 |
| Arturo Bertolotti                                                               | Argentina                                                                       | 15/08/1967                                                                      | Santiago de Chile                                                               | Amistoso                                                                        | Chile                                                                           | 1-0                                                                             |                                                                                 |
| Vicente Zito                                                                    | Argentina                                                                       | 21/01/1933                                                                      | Montevideo                                                                      | Amistoso                                                                        | Uruguay                                                                         | 2-1                                                                             |                                                                                 |
| Juan Arrillaga                                                                  | Argentina                                                                       | 30/08/1928                                                                      | Avellaneda                                                                      | Copa Newton                                                                     | Uruguay                                                                         | 1-0                                                                             |                                                                                 |
| Leonardo Sandoval                                                               | Argentina                                                                       | 30/08/1928                                                                      | Avellaneda                                                                      | Copa Newton                                                                     | Uruguay                                                                         | 1-0                                                                             |                                                                                 |
| Robert Buck                                                                     | Argentina                                                                       | 25/08/1912                                                                      | Montevideo                                                                      | Copa de Honor (U)                                                               | Uruguay                                                                         | 3-0                                                                             |                                                                                 |
| Cirilo Russ                                                                     | Argentina                                                                       | 17/09/1911                                                                      | Montevideo                                                                      | Copa Newton                                                                     | Uruguay                                                                         | 2-3                                                                             |                                                                                 |
| Harold Lloyd                                                                    | Argentina                                                                       | 19/09/1909                                                                      | Montevideo                                                                      | Copa Newton                                                                     | Uruguay                                                                         | 2-2                                                                             |                                                                                 |
| Juan Antonio Murray                                                             | Argentina                                                                       | 06/10/1907                                                                      | Montevideo                                                                      | Copa Newton                                                                     | Uruguay                                                                         | 1-2                                                                             |                                                                                 |
| Ricardo Coulthurst                                                              | Argentina                                                                       | 21/10/1906                                                                      | Buenos Aires                                                                    | Copa Newton                                                                     | Uruguay                                                                         | 2-1                                                                             |                                                                                 |
| Juan Alberto Stanfield                                                          | Argentina                                                                       | 09/07/1906                                                                      | Buenos Aires                                                                    | Amistoso                                                                        | Sudáfrica                                                                       | 0-1                                                                             |                                                                                 |
| Juan Rodman                                                                     | Argentina                                                                       | 15/08/1905                                                                      | Buenos Aires                                                                    | Copa Lipton                                                                     | Uruguay                                                                         | 0-0                                                                             |                                                                                 |
| Edward Morgan                                                                   | Argentina                                                                       | 20/07/1902                                                                      | Montevideo                                                                      | Amistoso                                                                        | Uruguay                                                                         | 0-6                                                                             |                                                                                 |

| Internacionales absolutos convocados por primera vez después de jugar con Quilmes | Internacionales absolutos convocados por primera vez después de jugar con Quilmes | Internacionales absolutos convocados por primera vez después de jugar con Quilmes | Internacionales absolutos convocados por primera vez después de jugar con Quilmes | Internacionales absolutos convocados por primera vez después de jugar con Quilmes | Internacionales absolutos convocados por primera vez después de jugar con Quilmes | Internacionales absolutos convocados por primera vez después de jugar con Quilmes | Internacionales absolutos convocados por primera vez después de jugar con Quilmes |
| Nombre                                                                            | País                                                                              | Fecha debut                                                                       | Ciudad                                                                            | Tipo partido                                                                      | Selección rival                                                                   | Resultado                                                                         |                                                                                   |
| --------------------------------------------------------------------------------- | --------------------------------------------------------------------------------- | --------------------------------------------------------------------------------- | --------------------------------------------------------------------------------- | --------------------------------------------------------------------------------- | --------------------------------------------------------------------------------- | --------------------------------------------------------------------------------- | --------------------------------------------------------------------------------- |
| Walter Benítez                                                                    | Argentina                                                                         | 26/03/2024                                                                        | Miami                                                                             | Amistoso                                                                          | Costa Rica                                                                        | 3-1                                                                               |                                                                                   |
| Hernán Galíndez                                                                   | Ecuador                                                                           | 27/06/2021                                                                        | Goiânia                                                                           | Copa América 2021                                                                 | Brasil                                                                            | 1-1                                                                               |                                                                                   |
| Francisco Cerro                                                                   | Argentina                                                                         | 22/11/2012                                                                        | Buenos Aires                                                                      | Superclásico                                                                      | Brasil                                                                            | 2-1                                                                               |                                                                                   |
| Leandro Desábato                                                                  | Argentina                                                                         | 15/09/2011                                                                        | Córdoba                                                                           | Superclásico                                                                      | Brasil                                                                            | 0-0                                                                               |                                                                                   |
| Milan Borjan                                                                      | Canadá                                                                            | 09/02/2011                                                                        | Larisa                                                                            | Amistoso                                                                          | Grecia                                                                            | 1-0                                                                               |                                                                                   |
| Patricio Toranzo                                                                  | Argentina                                                                         | 10/02/2010                                                                        | Mar del Plata                                                                     | Copa Lotería                                                                      | Jamaica                                                                           | 2-1                                                                               |                                                                                   |
| Rodrigo Braña                                                                     | Argentina                                                                         | 30/09/2009                                                                        | Córdoba                                                                           | Amistoso                                                                          | Ghana                                                                             | 2-0                                                                               |                                                                                   |
| Álvaro Pereira                                                                    | Uruguay                                                                           | 19/11/2008                                                                        | Saint-Denis                                                                       | Amistoso                                                                          | Francia                                                                           | 0-0                                                                               |                                                                                   |
| Germán Denis                                                                      | Argentina                                                                         | 17/10/2007                                                                        | Maracaibo                                                                         | Eliminatorias 2010                                                                | Venezuela                                                                         | 0-2                                                                               |                                                                                   |
| Marcelo Elizaga                                                                   | Ecuador                                                                           | 05/07/2007                                                                        | Puerto La Cruz                                                                    | Copa América 2007                                                                 | Brasil                                                                            | 1-0                                                                               |                                                                                   |
| Eduardo Tuzzio                                                                    | Argentina                                                                         | 09/03/2005                                                                        | Los Ángeles                                                                       | Amistoso                                                                          | México                                                                            | 1-1                                                                               |                                                                                   |
| Fabricio Fuentes                                                                  | Argentina                                                                         | 09/03/2005                                                                        | Los Ángeles                                                                       | Amistoso                                                                          | México                                                                            | 1-1                                                                               |                                                                                   |
| Víctor Ávalos                                                                     | Paraguay                                                                          | 14/02/1996                                                                        | Sucre                                                                             | Amistoso                                                                          | Bolivia                                                                           | 4-1                                                                               |                                                                                   |
| Nelson Vivas                                                                      | Argentina                                                                         | 16/11/1994                                                                        | Santiago de Chile                                                                 | Amistoso                                                                          | Chile                                                                             | 3-0                                                                               |                                                                                   |
| Ronald Baroni                                                                     | Perú                                                                              | 15/08/1993                                                                        | Asunción                                                                          | Copa América 1993                                                                 | Paraguay                                                                          | 2-1                                                                               |                                                                                   |
| Sergio Fortunato                                                                  | Argentina                                                                         | 18/07/1979                                                                        | La Paz                                                                            | Copa América 1979                                                                 | Bolivia                                                                           | 2-1                                                                               |                                                                                   |
| Humberto Bravo                                                                    | Argentina                                                                         | 19/03/1978                                                                        | Buenos Aires                                                                      | Copa Castilla                                                                     | Perú                                                                              | 2-1                                                                               |                                                                                   |
| José Mitrovich                                                                    | Guatemala                                                                         | 08/10/1977                                                                        | Monterrey                                                                         | Eliminatorias 1978                                                                | Surinam                                                                           | 3-2                                                                               |                                                                                   |
| Ricardo Villa                                                                     | Argentina                                                                         | 22/03/1977                                                                        | Madrid                                                                            | Aniversario Real Madrid                                                           | Irán                                                                              | 1-1                                                                               |                                                                                   |
| Daniel Bertoni                                                                    | Argentina                                                                         | 13/10/1976                                                                        | Buenos Aires                                                                      | Copa Dittborn                                                                     | Chile                                                                             | 2-0                                                                               |                                                                                   |
| Ubaldo Fillol                                                                     | Argentina                                                                         | 03/07/1974                                                                        | Gelsenkirchen                                                                     | Mundial 1974                                                                      | R. D. A.                                                                          | 1-1                                                                               |                                                                                   |
| Juan Carlos Touriño                                                               | España                                                                            | 12/01/1972                                                                        | Madrid                                                                            | Amistoso                                                                          | Hungría                                                                           | 1-0                                                                               |                                                                                   |
| Marcos Conigliaro                                                                 | Argentina                                                                         | 04/03/1970                                                                        | Porto Alegre                                                                      | Amistoso                                                                          | Brasil                                                                            | 0-2                                                                               |                                                                                   |
| Roberto Aguirre                                                                   | Argentina                                                                         | 07/08/1968                                                                        | Buenos Aires                                                                      | Amistoso                                                                          | Brasil                                                                            | 4-1                                                                               |                                                                                   |
| Humberto Maschio                                                                  | Italia                                                                            | 05/05/1962                                                                        | Roma                                                                              | Amistoso                                                                          | Francia                                                                           | 2-1                                                                               |                                                                                   |
| Vladislao Cap                                                                     | Argentina                                                                         | 07/03/1959                                                                        | Buenos Aires                                                                      | Copa América 1959-I                                                               | Chile                                                                             | 6-1                                                                               |                                                                                   |
| Ludovico Avio                                                                     | Argentina                                                                         | 11/06/1958                                                                        | Halmstad                                                                          | Mundial 1958                                                                      | Irlanda del Norte                                                                 | 3-1                                                                               |                                                                                   |
| Humberto Maschio                                                                  | Argentina                                                                         | 13/03/1957                                                                        | Lima                                                                              | Copa América 1957                                                                 | Colombia                                                                          | 8-2                                                                               |                                                                                   |
| Pedro Dellacha                                                                    | Argentina                                                                         | 28/11/1954                                                                        | Oeiras                                                                            | Amistoso                                                                          | Portugal                                                                          | 1-3                                                                               |                                                                                   |
| Victoriano Leguizamón                                                             | Paraguay                                                                          | 29/06/1950                                                                        | Curitiba                                                                          | Mundial 1950                                                                      | Suecia                                                                            | 2-2                                                                               |                                                                                   |
| Juan Botasso                                                                      | Argentina                                                                         | 16/06/1929                                                                        | Montevideo                                                                        | Amistoso                                                                          | Uruguay                                                                           | 1-1                                                                               |                                                                                   |

### Internacionales juveniles con su selección
| Internacionales sub-20 convocados por primera vez mientras jugaba en Quilmes | Internacionales sub-20 convocados por primera vez mientras jugaba en Quilmes | Internacionales sub-20 convocados por primera vez mientras jugaba en Quilmes | Internacionales sub-20 convocados por primera vez mientras jugaba en Quilmes | Internacionales sub-20 convocados por primera vez mientras jugaba en Quilmes | Internacionales sub-20 convocados por primera vez mientras jugaba en Quilmes | Internacionales sub-20 convocados por primera vez mientras jugaba en Quilmes | Internacionales sub-20 convocados por primera vez mientras jugaba en Quilmes |
| Nombre                                                                       | País                                                                         | Fecha debut                                                                  | Ciudad                                                                       | Tipo partido                                                                 | Selección rival                                                              | Resultado                                                                    |                                                                              |
| ---------------------------------------------------------------------------- | ---------------------------------------------------------------------------- | ---------------------------------------------------------------------------- | ---------------------------------------------------------------------------- | ---------------------------------------------------------------------------- | ---------------------------------------------------------------------------- | ---------------------------------------------------------------------------- | ---------------------------------------------------------------------------- |
| Martín Ortega                                                                | Argentina                                                                    | 29/08/2018                                                                   | Montevideo                                                                   | Amistoso                                                                     | Uruguay                                                                      | 0-1                                                                          |                                                                              |
| Lucas Suárez                                                                 | Argentina                                                                    | 22/05/2015                                                                   | Papeete                                                                      | Amistoso                                                                     | Tahití                                                                       | 3-1                                                                          |                                                                              |
| Walter Benítez                                                               | Argentina                                                                    | 10/01/2013                                                                   | Mendoza                                                                      | Sudamericano 2013                                                            | Chile                                                                        | 0-1                                                                          |                                                                              |
| Gerardo Ortiz                                                                | Paraguay                                                                     | 28/09/2009                                                                   | El Cairo                                                                     | Mundial 2009                                                                 | Egipto                                                                       | 1-2                                                                          |                                                                              |
| Alejandro Domínguez                                                          | Argentina                                                                    | 23/06/2001                                                                   | Buenos Aires                                                                 | Mundial 2001                                                                 | Jamaica                                                                      | 5-1                                                                          |                                                                              |
| Víctor Ávalos                                                                | Paraguay                                                                     | 09/02/1991                                                                   | Desconocida                                                                  | Sudamericano 1991                                                            | Ecuador                                                                      | 2-1                                                                          |                                                                              |
| Héctor Mabrich                                                               | Argentina                                                                    | 01/03/1971                                                                   | Asunción                                                                     | Sudamericano 1971                                                            | Perú                                                                         | 1-0                                                                          |                                                                              |

| Internacionales sub-18 convocados por primera vez mientras jugaba en Quilmes | Internacionales sub-18 convocados por primera vez mientras jugaba en Quilmes | Internacionales sub-18 convocados por primera vez mientras jugaba en Quilmes | Internacionales sub-18 convocados por primera vez mientras jugaba en Quilmes | Internacionales sub-18 convocados por primera vez mientras jugaba en Quilmes | Internacionales sub-18 convocados por primera vez mientras jugaba en Quilmes | Internacionales sub-18 convocados por primera vez mientras jugaba en Quilmes | Internacionales sub-18 convocados por primera vez mientras jugaba en Quilmes |
| Nombre                                                                       | País                                                                         | Fecha debut                                                                  | Ciudad                                                                       | Tipo partido                                                                 | Selección rival                                                              | Resultado                                                                    |                                                                              |
| ---------------------------------------------------------------------------- | ---------------------------------------------------------------------------- | ---------------------------------------------------------------------------- | ---------------------------------------------------------------------------- | ---------------------------------------------------------------------------- | ---------------------------------------------------------------------------- | ---------------------------------------------------------------------------- | ---------------------------------------------------------------------------- |
| Henry Magri                                                                  | Argentina                                                                    | 31/03/1953                                                                   | Lieja                                                                        | Europeo 1953                                                                 | Alemania Federal                                                             | 3-2                                                                          |                                                                              |

| Internacionales sub-17 convocados por primera vez mientras jugaba en Quilmes | Internacionales sub-17 convocados por primera vez mientras jugaba en Quilmes | Internacionales sub-17 convocados por primera vez mientras jugaba en Quilmes | Internacionales sub-17 convocados por primera vez mientras jugaba en Quilmes | Internacionales sub-17 convocados por primera vez mientras jugaba en Quilmes | Internacionales sub-17 convocados por primera vez mientras jugaba en Quilmes | Internacionales sub-17 convocados por primera vez mientras jugaba en Quilmes | Internacionales sub-17 convocados por primera vez mientras jugaba en Quilmes |
| Nombre                                                                       | País                                                                         | Fecha debut                                                                  | Ciudad                                                                       | Tipo partido                                                                 | Selección rival                                                              | Resultado                                                                    |                                                                              |
| ---------------------------------------------------------------------------- | ---------------------------------------------------------------------------- | ---------------------------------------------------------------------------- | ---------------------------------------------------------------------------- | ---------------------------------------------------------------------------- | ---------------------------------------------------------------------------- | ---------------------------------------------------------------------------- | ---------------------------------------------------------------------------- |
| Guido Dal Casón                                                              | Argentina                                                                    | 30/10/2009                                                                   | Bauchi                                                                       | Mundial 2009                                                                 | Nigeria                                                                      | 2-1                                                                          |                                                                              |
| Matías Quintana                                                              | Argentina                                                                    | 05/03/2007                                                                   | Azogues                                                                      | Sudamericano 2007                                                            | Paraguay                                                                     | 4-0                                                                          |                                                                              |
| Sergio Marclay                                                               | Argentina                                                                    | 07/03/1999                                                                   | Maldonado                                                                    | Sudamericano 1999                                                            | Perú                                                                         | 2-0                                                                          |                                                                              |

| Internacionales sub-15 convocados por primera vez mientras jugaba en Quilmes | Internacionales sub-15 convocados por primera vez mientras jugaba en Quilmes | Internacionales sub-15 convocados por primera vez mientras jugaba en Quilmes | Internacionales sub-15 convocados por primera vez mientras jugaba en Quilmes | Internacionales sub-15 convocados por primera vez mientras jugaba en Quilmes | Internacionales sub-15 convocados por primera vez mientras jugaba en Quilmes | Internacionales sub-15 convocados por primera vez mientras jugaba en Quilmes | Internacionales sub-15 convocados por primera vez mientras jugaba en Quilmes |
| Nombre                                                                       | País                                                                         | Fecha debut                                                                  | Ciudad                                                                       | Tipo partido                                                                 | Selección rival                                                              | Resultado                                                                    |                                                                              |
| ---------------------------------------------------------------------------- | ---------------------------------------------------------------------------- | ---------------------------------------------------------------------------- | ---------------------------------------------------------------------------- | ---------------------------------------------------------------------------- | ---------------------------------------------------------------------------- | ---------------------------------------------------------------------------- | ---------------------------------------------------------------------------- |
| Lucas Ocampos                                                                | Argentina                                                                    | 07/11/2009                                                                   | Santa Cruz                                                                   | Sudamericano 2009                                                            | Ecuador                                                                      | 0-1                                                                          |                                                                              |

### Plantel de Reserva 2025
| N.º | Nac.                 | Nombre                  | Posición   | Edad    | Último club               |
| --- | -------------------- | ----------------------- | ---------- | ------- | ------------------------- |
|     | Bandera de Argentina | Lautaro Herrera         | Arquero    | 20 años | Quinta división           |
|     | Bandera de Argentina | Joaquín Canadell        | Arquero    | 22 años | Independiente             |
|     | Bandera de Argentina | Ignacio Lescano         | Defensor   | 18 años | Quinta división           |
|     | Bandera de Argentina | Santiago Luna           | Defensor   | 20 años | Sexta división            |
|     | Bandera de Argentina | Giovanni Matteo         | Defensor   | 19 años | Quinta división           |
|     | Bandera de Argentina | Agustín Ortega          | Defensor   | 19 años | Quinta división           |
|     | Bandera de Argentina | Santino Rodríguez       | Defensor   | 19 años | San Lorenzo               |
|     | Bandera de Argentina | Carlos Casabuena        | Volante    | 19 años | Cuarta división           |
|     | Bandera de Argentina | Esteban Coronel         | Volante    | 18 años | Sexta división            |
|     | Bandera de Argentina | Luciano Cuella          | Volante    | 21 años | San Lorenzo               |
|     | Bandera de Argentina | Ezequiel Delgado Cañete | Volante    | 19 años | Sexta división            |
|     | Bandera de Argentina | Gian Gómez              | Volante    | 19 años | Sexta división            |
|     | Bandera de Argentina | Thiago Marghetich       | Volante    | 19 años | Sexta división            |
|     | Bandera de Argentina | Santiago Muñoz          | Volante    | 17 años | Séptima división          |
|     | Bandera de Argentina | Bautista Stábile        | Volante    | 20 años | Quinta división           |
|     | Bandera de Argentina | Cristóbal Valbuena      | Volante    | 21 años | Città di Cossato          |
|     | Bandera de Argentina | Facundo Yozwiak         | Volante    | 18 años | Sexta división            |
|     | Bandera de Argentina | Franco Balmaceda        | Delantero  | 21 años | Cuarta división           |
|     | Bandera de Argentina | Jano Coronel            | Delantero  | 21 años | Estudiantes de La Plata   |
|     | Bandera de Argentina | Thiago Deangelis        | Delantero  | 21 años | Cuarta división           |
|     | Bandera de Argentina | Ariel González Brizuela | Delantero  | 20 años | Quinta división           |
|     | Bandera de Argentina | Gabriel Vázquez         | Delantero  | 17 años | Octava división           |
|     | Bandera de Argentina | Ricardo Vendakis        | Entrenador | 48 años | Coordinador de inferiores |

## Datos del club

### Línea de tiempo
- Temporadas en Primera División: 62 (1893, 1895, 1900-1916, 1920-1933, 1935-1937, 1950-1951, 1962, 1966-1970, 1976-1980, 1982, 1991/92, 2003/04-2006/07, 2010/11, 2012/13-2016/17)
- Temporadas en Segunda División: 67
  - Temporadas en Primera B: 36 (1917-1919, 1934, 1938-1949, 1952-1961, 1963-1965, 1971-1975, 1981, 1983-1986)
  - Temporadas en Primera B Nacional: 28 (1987/88-1990/91, 1992/93-2002/03, 2007/08-2009/10, 2011/12, 2017/18-)
- Temporadas en Tercera División: 1
  - Temporadas en Primera B: 1 (1986/87)

En Resumen:
- Temporadas en Primera División: 62
- Temporadas en Segunda División: 67
- Temporadas en Tercera División: 1
- Máximo goleador en Primera División: Luis Andreuchi (44 goles)
- Más partidos disputados en Primera División: Horacio Antonio Milozzi (241 partidos)

### Participaciones en copas internacionales
| # | Torneo                 | Posición       | PJ | PG | PE | PP | GF | GC | DG |
| - | ---------------------- | -------------- | -- | -- | -- | -- | -- | -- | -- |
| 1 | Copa Libertadores 1979 | Fase de grupos | 6  | 1  | 0  | 5  | 7  | 11 | -4 |
| 2 | Copa Sudamericana 2004 | Primera Fase   | 2  | 0  | 1  | 1  | 0  | 2  | -2 |
| 3 | Copa Libertadores 2005 | Fase de grupos | 8  | 1  | 4  | 3  | 10 | 13 | -3 |
| # | Total                  | 0 títulos      | 16 | 2  | 5  | 9  | 17 | 26 | -9 |

#### Resumen estadístico
En negrita competiciones vigentes. Actualizado a la Copa Libertadores 2005.
| Torneo            | PJ | PG | PE | PP | GF | GC | Dif. | Mejor resultado |
| ----------------- | -- | -- | -- | -- | -- | -- | ---- | --------------- |
| Copa Libertadores | 14 | 2  | 4  | 8  | 17 | 24 | -7   | Fase de grupos  |
| Copa Sudamericana | 2  | 0  | 1  | 1  | 0  | 2  | -2   | Primera fase    |
| Total             | 16 | 2  | 5  | 9  | 17 | 26 | -9   | 0 títulos       |

### Goleadas
A favor
- En Primera División: 12-0 a Reformer en 1905.
- En Primera División: 11-0 a San Isidro en 1912.
- En Segunda División: 11-0 a Defensores de Belgrano en 1947.
- En Copa de Honor: 9-0 a Lomas Athletic en 1905.
- En Copa Competencia: 9-1 a Argentino de Quilmes en 1906.
- En Primera División: 8-0 a Belgrano Athletic en 1906.
- En Segunda División: 8-0 a Unión (SF) en 1948.
- En Primera División: 7-0 a Platense en 1979.
- En Segunda División: 7-1 a la Reserva de Talleres (RdE)-Lanús en 1934.
- En Segunda División: 7-1 a Almagro en 1947.
- En Segunda División: 7-1 a Asociación Atlética Argentinos Juniors en 1948.
- En Primera B: 7-1 a Defensores de Belgrano en 1949.
- En Torneo Nacional: 7-1 a San Martín (M) en 1969.
- En Primera B Nacional: 7-1 a Independiente Rivadavia en 2012.
- En Primera División: 6-0 a Argentino del Sud en 1926.
- En Primera División: 6-0 a Atlanta en 1928.
- En Primera División: 6-0 a Honor y Patria en 1930.
- En Primera División: 6-0 a Gimnasia y Esgrima (LP) en 1931.
- En Primera B Nacional: 6-0 a Central Córdoba (R) en 1997.
- En Primera B Nacional: 6-0 a All Boys en el 2000.
- En Primera B Nacional: 6-0 a Deportivo Español en 2002.
- En Primera B Nacional: 6-0 a Guillermo Brown en 2012.
- En Segunda División: 7-2 a Sportivo Buenos Aires en 1939.
- En Copa de Competencia de la Asociación Amateurs: 6-1 a All Boys en 1926.
- En Primera División: 6-1 a Chacarita Juniors en 1931.
- En Primera División: 6-1 a Argentinos Juniors en 1936.
- En Segunda División: 6-1 a Boulogne en 1940.
- En Primera B: 6-1 a Los Andes en 1954.
- En Nacional B: 6-1 a Almirante Brown en 1995.
- En Primera División: 5-0 a Retiro Athletic en 1895.
- En Nacional B: 5-0 a Talleres (RdE) en 1994.
- En Primera B Nacional: 5-0 a Atlanta en 1999.
- En Primera B Nacional: 5-0 a Estudiantes en 2001.
- En Primera B Nacional: 5-0 a Almagro en 2007.

En contra
- En el Torneo Nacional B: 0-5 contra Lanús, en el campeonato 1989/90.
- En Primera A: 5-1 contra River Plate de visitante, en el Campeonato de Primera División 2016.
- En Primera A: 5-0 contra Independiente de visitante, en 1935.
- En Primera A: 5-0 contra Chacarita de visitante, en 1937.
- En Primera A: 5-0 contra Huracán de visitante, en 1937.
- En Primera A: 5-0 contra Banfield de visitante, en 1950.
- En Primera A: 0-5 contra Racing de local, en 1966.
- En Primera A: 5-0 contra Huracán de visitante, en 1970.
- En Primera A: 5-0 contra Colón de visitante, en 1978.
- En Primera A: 5-0 contra River Plate de visitante, en el Torneo Final 2014.
- En Primera A: 6-1 contra Huracán de visitante, en 1932.
- En Primera A: 6-1 contra Atlanta de visitante, en 1935.
- En Primera A: 6-1 contra River Plate de visitante, en 1937.
- En Primera A: 6-1 contra Independiente de visitante, en 1951.
- En Primera A: 2-7 contra Lanús de local, en 1967.
- En Primera A: 6-0 contra Racing de visitante, en 1937.
- En Primera A: 6-0 contra Gimnasia de La Plata de visitante, en 1937.
- En Primera A: 6-0 contra Lanús de visitante, en 1951.
- En Primera A: 1-7 contra Independiente de local, en 1937.
- En Primera B: 1-7 contra Colegiales en 1948, y contra Almagro en 1972.
- En Primera División en el amateurismo: 0-7 contra Alumni en 1908 y 1911, y contra Boca Juniors en 1914.
- En Primera A: 7-0 contra Boca Juniors de visitante, en 1932.
- En Primera División: 9-0 contra Lanús de visitante, en 1935.

### Ascensos y descensos
Era profesional
- Primera División a Segunda División 1933
- Segunda División a Primera División 1934[nota 2]
- Primera División a Primera B 1937
- Primera B a Primera División 1949
- Primera División a Primera B 1951
- Primera B a Primera División 1961
- Primera División a Primera B 1962
- Primera B a Primera División 1965
- Primera División a Primera B 1970
- Primera B a Primera División 1975
- Primera División a Primera B 1980
- Primera B a Primera División 1981
- Primera División a Primera B 1982
- Segunda categoría a Tercera categoría 1986
- Primera B a Primera B Nacional 1987
- Primera B Nacional a Primera División 1991
- Primera División a Primera B Nacional 1992
- Primera B Nacional a Primera División 2003
- Primera División a Primera B Nacional 2007
- Primera B Nacional a Primera División 2010
- Primera División a Primera B Nacional 2011
- Primera B Nacional a Primera División 2012
- Primera División a Primera B Nacional 2017

## Entrenadores
| - 2000-2001: Héctor Rivoira - 2001-2002: José María Bianco - 2002: Ricardo Gareca - 2002-2005: Gustavo Alfaro - 2005: Humberto Zuccarelli (interino) - 2005: Carlos Aimar - 2005: Ramón Mántaras (interino) - 2006: Osvaldo Sosa - 2006: Mario Gómez - 2007-2008: Alberto Fanesi - 2008: José María Martínez - 2008-2009: Alberto Pascutti | - 2009: Ricardo Kergaravat (interino) - 2009: José María Bianco - 2010: Jorge Ghiso - 2010: Hugo Tocalli - 2010-2011: Leonardo Madelón - 2011-2012: Ricardo Caruso Lombardi - 2012-2013: Omar De Felippe - 2013: Nelson Vivas - 2013-2014: Blas Giunta - 2014: Ricardo Caruso Lombardi - 2014: Pablo Quatrocchi - 2014: Marcelo Pontiroli (interino) - 2015: Julio César Falcioni - 2015: Facundo Sava - 2016: Alfredo Grelak - 2016: Marcelo Broggi | - 2016-2017: Alfredo Grelak - 2017: Leonardo Lemos (interino) - 2017: Cristian Díaz - 2017: Lucas Nardi - 2017: Leonardo Lemos (interino) - 2017-2018: Mario Sciacqua - 2018: Marcelo Fuentes - 2018-2019: Leonardo Lemos - 2019: Maximiliano Serafinovich (interino) - 2020-2021: Facundo Sava - 2022: Leandro Benítez - 2022: Walter Coyette - 2023: Mario Sciacqua - 2023: Ariel Fuscaldo - 2024: Darío Franco - 2024: Ian Romano (interino) - 2024-2025: Sergio Rondina - 2025: Ricardo Vendakis (interino) - 2025: Aldo Duscher |

## Palmarés

### Amateurismo y profesionalismo

#### Torneos nacionales oficiales
| Ligas nacionales                     | Ligas nacionales                 | Ligas nacionales                                                                                      | Ligas nacionales |
| Competición                          | Títulos                          | Subcampeonatos                                                                                        |                  |
| ------------------------------------ | -------------------------------- | --- | ---------------- |
| Primera División de Argentina (2/1)  | 1912, Metropolitano 1978.        | Nacional 1982.                                                                                        |                  |
| Segunda División de Argentina (5/13) | 1919, 1949, 1961, 1975, 1990/91. | 1938, 1947, 1959, 1965, 1981, 1987/88, 1989/90, 1993/94, 1999/00, 2000/01, 2001/02, 2009/10, 2011/12. |                  |
| Tercera División de Argentina (1/0)  | 1986-87.                         | |                  |

| Copas nacionales                                  | Copas nacionales | Copas nacionales | Copas nacionales |
| Competición                                       | Títulos          | Subcampeonatos   |                  |
| ------------------------------------------------- | ---------------- | ---------------- | ---------------- |
| Copa de Honor Municipalidad de Buenos Aires (1/2) | 1908.            | 1905, 1907.      |                  |
| Copa de Competencia Jockey Club (0/1)             |                  | 1912.            |                  |

| Copas Internacionales        | Copas Internacionales | Copas Internacionales | Copas Internacionales |
| Competición                  | Títulos               | Subcampeonatos        |                       |
| ---------------------------- | --------------------- | --------------------- | --------------------- |
| Copa de Honor Cusenier (0/1) |                       | 1908                  |                       |

#### Copas nacionales amistosas
- Copa Hexagonal de Primera B: 1961
- Copa Cuadrangular Tandil: 1979
- Copa "Sólo Fútbol": 1993
- Copa 330º Ciudad de Quilmes 1996
- Copa 331º Ciudad de Quilmes 1997
- Copa Centenario Estudiantes Caseros: 1998
- Copa Cristem 2000
- Copa 342º Ciudad de Quilmes 2008
- Copa 345º Ciudad de Quilmes 2011
- Copa Amistad 2018
- Copa 355º Ciudad de Quilmes 2021
- Copa 356º Ciudad de Quilmes 2022
- Copa 357º Ciudad de Quilmes 2023

#### Copas internacionales amistosas
- Copa Ilustre Municipalidad de la Calera (Chile): 2004
- Copa Decano de Los Andes(Chile): 2012

## Otras secciones deportivas

### Otras disciplinas
- Natación
- Tenis
- Kick boxing
- Gimnasia artística
- Patín
- Judo
- Taekwondo
- Aikido
- Esports
- Karate
- Baby fútbol
- Murga
- Ajedrez